# Liste der Ortsteile in Brandenburg

Wappen des Landes Brandenburg

Die Liste der Ortsteile in Brandenburg enthält alle Ortsteile in Brandenburg gemäß § 45 der Brandenburgischen Kommunalverfassung (BbgKVerf) – Bildung von Ortsteilen.
In der Liste sind 1778 Ortsteile aufgeführt. Die Daten basieren auf dem Online-Portal service.brandenburg.de des Landes Brandenburg (Stand 1. Juli 2017), sowie auf den Hauptsatzungen der Gemeinden. Die Liste ist sortierbar und alphabetisch nach den Ortsteilen geordnet. Zu jedem Ortsteil ist die Gemeinde und der Landkreis angegeben sowie, wenn zugehörig zum sorbischen Siedlungsgebiet, der sorbische Ortsname.
Das Gemeinde- und Ortsteilverzeichnis Land Brandenburg weist neben den 413 Gemeinden des Landes auch Datensätze von insgesamt 5357 Wohnplätzen nach, davon
- 1776 Ortsteile (nach § 45 Kommunalverfassung Brandenburg)
- 1117 Gemeindeteile (nach § 28, Abs. 2 Kommunalverfassung Brandenburg)
- 2464 sonstige Wohnplätze bzw. Siedlungsnamen.

## Ortsteile
| Ortsteil                  | Sorbischer Name      | Gemeinde                     | Landkreis/Kreisfreie Stadt |
| ------------------------- | -------------------- | ---------------------------- | -------------------------- |
| Ahlsdorf/Hohenkuhnsdorf   |                      | Schönewalde                  | Elbe-Elster                |
| Ahrensdorf                |                      | Ludwigsfelde                 | Teltow-Fläming             |
| Ahrensdorf                |                      | Nuthe-Urstromtal             | Teltow-Fläming             |
| Ahrensdorf                |                      | Rietz-Neuendorf              | Oder-Spree                 |
| Ahrensdorf                |                      | Templin                      | Uckermark                  |
| Ahrensfelde               |                      | Ahrensfelde                  | Barnim                     |
| Alexanderhof              |                      | Prenzlau                     | Uckermark                  |
| Allmosen                  |                      | Großräschen                  | Oberspreewald-Lausitz      |
| Alt Bork                  |                      | Linthe                       | Potsdam-Mittelmark         |
| Alt Golm                  |                      | Rietz-Neuendorf              | Oder-Spree                 |
| Alt Krüssow               |                      | Pritzwalk                    | Prignitz                   |
| Alt Madlitz               |                      | Briesen (Mark)               | Oder-Spree                 |
| Alt Mahlisch              |                      | Fichtenhöhe                  | Märkisch-Oderland          |
| Alt Rosenthal             |                      | Vierlinden                   | Märkisch-Oderland          |
| Alt Ruppin                |                      | Neuruppin                    | Ostprignitz-Ruppin         |
| Alt Stahnsdorf            |                      | Storkow (Mark)               | Oder-Spree                 |
| Alt Tucheband             |                      | Alt Tucheband                | Märkisch-Oderland          |
| Alt Zauche                | Stara Niwa           | Alt Zauche-Wußwerk           | Dahme-Spreewald            |
| Alt Zeschdorf             |                      | Zeschdorf                    | Märkisch-Oderland          |
| Altbarnim                 |                      | Neutrebbin                   | Märkisch-Oderland          |
| Altbensdorf               |                      | Bensdorf                     | Potsdam-Mittelmark         |
| Altenau                   |                      | Mühlberg/Elbe                | Elbe-Elster                |
| Altenhof                  |                      | Schorfheide                  | Barnim                     |
| Altes Lager               |                      | Niedergörsdorf               | Teltow-Fläming             |
| Altfriedland              |                      | Neuhardenberg                | Märkisch-Oderland          |
| Altgarz                   |                      | Großderschau                 | Havelland                  |
| Altglietzen               |                      | Bad Freienwalde (Oder)       | Märkisch-Oderland          |
| Altglobsow                |                      | Großwoltersdorf              | Oberhavel                  |
| Althüttendorf             |                      | Althüttendorf                | Barnim                     |
| Altkünkendorf             |                      | Angermünde                   | Uckermark                  |
| Altlandsberg              |                      | Altlandsberg                 | Märkisch-Oderland          |
| Altlüdersdorf             |                      | Gransee                      | Oberhavel                  |
| Altranft                  |                      | Bad Freienwalde (Oder)       | Märkisch-Oderland          |
| Altreetz                  |                      | Oderaue                      | Märkisch-Oderland          |
| Alt-Schadow               |                      | Märkische Heide              | Dahme-Spreewald            |
| Altthymen                 |                      | Fürstenberg/Havel            | Oberhavel                  |
| Alttrebbin                |                      | Neutrebbin                   | Märkisch-Oderland          |
| Altwriezen/Beauregard     |                      | Wriezen                      | Märkisch-Oderland          |
| Annahütte                 |                      | Schipkau                     | Oberspreewald-Lausitz      |
| Arensdorf                 |                      | Steinhöfel                   | Oder-Spree                 |
| Arenzhain                 |                      | Doberlug-Kirchhain           | Elbe-Elster                |
| Arnsnesta                 |                      | Herzberg (Elster)            | Elbe-Elster                |
| Atterwasch                |                      | Schenkendöbern               | Spree-Neiße                |
| Babben                    |                      | Massen-Niederlausitz         | Elbe-Elster                |
| Babitz                    |                      | Wittstock/Dosse              | Ostprignitz-Ruppin         |
| Babow                     | Bobow                | Kolkwitz                     | Spree-Neiße                |
| Badingen                  |                      | Zehdenick                    | Oberhavel                  |
| Baek                      |                      | Groß Pankow (Prignitz)       | Prignitz                   |
| Bagemühl                  |                      | Brüssow                      | Uckermark                  |
| Bagenz                    |                      | Neuhausen/Spree              | Spree-Neiße                |
| Bahnitz                   |                      | Milower Land                 | Havelland                  |
| Bahnsdorf                 | Bobošojce            | Neu-Seeland                  | Oberspreewald-Lausitz      |
| Bahnsdorf                 |                      | Uebigau-Wahrenbrück          | Elbe-Elster                |
| Bahro                     |                      | Neuzelle                     | Oder-Spree                 |
| Baitz                     |                      | Brück                        | Potsdam-Mittelmark         |
| Bamme                     |                      | Nennhausen                   | Havelland                  |
| Bantikow                  |                      | Wusterhausen/Dosse           | Ostprignitz-Ruppin         |
| Banzendorf                |                      | Lindow (Mark)                | Ostprignitz-Ruppin         |
| Bardenitz                 |                      | Treuenbrietzen               | Potsdam-Mittelmark         |
| Bärenbrück                | Barbuk               | Teichland                    | Spree-Neiße                |
| Bärenklau                 |                      | Oberkrämer                   | Oberhavel                  |
| Bärenklau                 |                      | Schenkendöbern               | Spree-Neiße                |
| Barenthin                 |                      | Gumtow                       | Prignitz                   |
| Barnewitz                 |                      | Märkisch Luch                | Havelland                  |
| Barsdorf                  |                      | Fürstenberg/Havel            | Oberhavel                  |
| Barsikow                  |                      | Wusterhausen/Dosse           | Ostprignitz-Ruppin         |
| Baruth/Mark               |                      | Baruth/Mark                  | Teltow-Fläming             |
| Bärwalde                  |                      | Niederer Fläming             | Teltow-Fläming             |
| Barzig                    |                      | Großräschen                  | Oberspreewald-Lausitz      |
| Basdorf                   |                      | Rheinsberg                   | Ostprignitz-Ruppin         |
| Basdorf                   |                      | Wandlitz                     | Barnim                     |
| Batzlow                   |                      | Märkische Höhe               | Märkisch-Oderland          |
| Baumgarten                |                      | Sonnenberg                   | Oberhavel                  |
| Beelitz                   |                      | Beelitz                      | Potsdam-Mittelmark         |
| Beenz                     |                      | Lychen                       | Uckermark                  |
| Beerfelde                 |                      | Steinhöfel                   | Oder-Spree                 |
| Beesdau                   |                      | Heideblick                   | Dahme-Spreewald            |
| Beetz                     |                      | Kremmen                      | Oberhavel                  |
| Behrensdorf               |                      | Rietz-Neuendorf              | Oder-Spree                 |
| Beiersdorf                |                      | Beiersdorf-Freudenberg       | Märkisch-Oderland          |
| Beiersdorf                |                      | Uebigau-Wahrenbrück          | Elbe-Elster                |
| Bendelin                  |                      | Plattenburg                  | Prignitz                   |
| Benken                    |                      | Wiesenburg/Mark              | Potsdam-Mittelmark         |
| Bentwisch                 |                      | Wittenberge                  | Prignitz                   |
| Berge                     |                      | Nauen                        | Havelland                  |
| Bergen                    |                      | Luckau                       | Dahme-Spreewald            |
| Bergerdamm                |                      | Nauen                        | Havelland                  |
| Bergfelde                 |                      | Hohen Neuendorf              | Oberhavel                  |
| Bergholz                  |                      | Bad Belzig                   | Potsdam-Mittelmark         |
| Bergholz-Rehbrücke        |                      | Nuthetal                     | Potsdam-Mittelmark         |
| Bergsdorf                 |                      | Zehdenick                    | Oberhavel                  |
| Berkenbrück               |                      | Nuthe-Urstromtal             | Teltow-Fläming             |
| Berkholz                  |                      | Boitzenburger Land           | Uckermark                  |
| Berlinchen                |                      | Wittstock/Dosse              | Ostprignitz-Ruppin         |
| Berlitt                   |                      | Kyritz                       | Ostprignitz-Ruppin         |
| Bernsdorf                 |                      | Schönewalde                  | Elbe-Elster                |
| Bertikow                  |                      | Uckerfelde                   | Uckermark                  |
| Betten                    |                      | Massen-Niederlausitz         | Elbe-Elster                |
| Betzin                    |                      | Fehrbellin                   | Ostprignitz-Ruppin         |
| Beutel                    |                      | Templin                      | Uckermark                  |
| Beutersitz                |                      | Uebigau-Wahrenbrück          | Elbe-Elster                |
| Beveringen                |                      | Pritzwalk                    | Prignitz                   |
| Beyern                    |                      | Falkenberg/Elster            | Elbe-Elster                |
| Biebersdorf               |                      | Märkische Heide              | Dahme-Spreewald            |
| Biegen                    |                      | Briesen (Mark)               | Oder-Spree                 |
| Biesdorf                  |                      | Wriezen                      | Märkisch-Oderland          |
| Biesen                    |                      | Wittstock/Dosse              | Ostprignitz-Ruppin         |
| Biesenbrow                |                      | Angermünde                   | Uckermark                  |
| Biesendahlshof            |                      | Casekow                      | Uckermark                  |
| Bietikow                  |                      | Uckerfelde                   | Uckermark                  |
| Bindow                    |                      | Heidesee                     | Dahme-Spreewald            |
| Birkenhöhe                |                      | Bernau bei Berlin            | Barnim                     |
| Birkholz                  |                      | Bernau bei Berlin            | Barnim                     |
| Birkholz                  |                      | Rietz-Neuendorf              | Oder-Spree                 |
| Birkholzaue               |                      | Bernau bei Berlin            | Barnim                     |
| Birkwalde                 |                      | Sonnewalde                   | Elbe-Elster                |
| Bischdorf                 | Wótšowc              | Lübbenau/Spreewald           | Oberspreewald-Lausitz      |
| Blandikow                 |                      | Heiligengrabe                | Ostprignitz-Ruppin         |
| Blankenberg               |                      | Wusterhausen/Dosse           | Ostprignitz-Ruppin         |
| Blankenburg               |                      | Oberuckersee                 | Uckermark                  |
| Blankenfelde              |                      | Blankenfelde-Mahlow          | Teltow-Fläming             |
| Blankensee                |                      | Trebbin                      | Teltow-Fläming             |
| Blasdorf                  |                      | Lieberose                    | Dahme-Spreewald            |
| Blesendorf                |                      | Heiligengrabe                | Ostprignitz-Ruppin         |
| Bleyen                    |                      | Bleyen-Genschmar             | Märkisch-Oderland          |
| Bliesdorf                 |                      | Bliesdorf                    | Märkisch-Oderland          |
| Bliesendorf               |                      | Werder (Havel)               | Potsdam-Mittelmark         |
| Blindow                   |                      | Prenzlau                     | Uckermark                  |
| Bloischdorf               | Błobošojce           | Felixsee                     | Spree-Neiße                |
| Blönsdorf                 |                      | Niedergörsdorf               | Teltow-Fläming             |
| Blossin                   |                      | Heidesee                     | Dahme-Spreewald            |
| Blumberg                  |                      | Ahrensfelde                  | Barnim                     |
| Blumberg                  |                      | Casekow                      | Uckermark                  |
| Blumenhagen               |                      | Schwedt/Oder                 | Uckermark                  |
| Blumenow                  |                      | Fürstenberg/Havel            | Oberhavel                  |
| Blumenthal                |                      | Heiligengrabe                | Ostprignitz-Ruppin         |
| Blüthen                   |                      | Karstädt                     | Prignitz                   |
| Boberow                   |                      | Karstädt                     | Prignitz                   |
| Boblitz                   | Bobolce              | Lübbenau/Spreewald           | Oberspreewald-Lausitz      |
| Bochow                    |                      | Groß Kreutz (Havel)          | Potsdam-Mittelmark         |
| Bochow                    |                      | Niedergörsdorf               | Teltow-Fläming             |
| Boddin-Langnow            |                      | Groß Pankow (Prignitz)       | Prignitz                   |
| Boecke                    |                      | Wenzlow                      | Potsdam-Mittelmark         |
| Böhmerheide               |                      | Schorfheide                  | Barnim                     |
| Böhne                     |                      | Rathenow                     | Havelland                  |
| Bohrau                    | Bórow                | Forst (Lausitz)              | Spree-Neiße                |
| Bohsdorf                  |                      | Felixsee                     | Spree-Neiße                |
| Boitzenburg               |                      | Boitzenburger Land           | Uckermark                  |
| Bölkendorf                |                      | Angermünde                   | Uckermark                  |
| Bollensdorf               |                      | Ihlow                        | Teltow-Fläming             |
| Bollersdorf               |                      | Oberbarnim                   | Märkisch-Oderland          |
| Bolschwitz                | Bólašojce            | Calau                        | Oberspreewald-Lausitz      |
| Bomsdorf                  |                      | Neuzelle                     | Oder-Spree                 |
| Bomsdorf                  |                      | Uebigau-Wahrenbrück          | Elbe-Elster                |
| Bönitz                    |                      | Uebigau-Wahrenbrück          | Elbe-Elster                |
| Booßen                    |                      | Frankfurt (Oder)             | Frankfurt (Oder)           |
| Borgisdorf                |                      | Niederer Fläming             | Teltow-Fläming             |
| Borgsdorf                 |                      | Hohen Neuendorf              | Oberhavel                  |
| Bork                      |                      | Kyritz                       | Ostprignitz-Ruppin         |
| Borken                    |                      | Herzberg (Elster)            | Elbe-Elster                |
| Borne                     |                      | Bad Belzig                   | Potsdam-Mittelmark         |
| Börnicke                  |                      | Bernau bei Berlin            | Barnim                     |
| Börnicke                  |                      | Nauen                        | Havelland                  |
| Bornow                    |                      | Beeskow                      | Oder-Spree                 |
| Bornsdorf                 |                      | Heideblick                   | Dahme-Spreewald            |
| Bötzow                    |                      | Oberkrämer                   | Oberhavel                  |
| Brachwitz                 |                      | Treuenbrietzen               | Potsdam-Mittelmark         |
| Brädikow                  |                      | Wiesenaue                    | Havelland                  |
| Bralitz                   |                      | Bad Freienwalde (Oder)       | Märkisch-Oderland          |
| Brandenburgisches Viertel |                      | Eberswalde                   | Barnim                     |
| Brandis/Horst             |                      | Schönewalde                  | Elbe-Elster                |
| Branitz                   | Rogeńc               | Cottbus                      | Cottbus                    |
| Braunsberg                |                      | Rheinsberg                   | Ostprignitz-Ruppin         |
| Braunsdorf                |                      | Spreenhagen                  | Oder-Spree                 |
| Bredereiche               |                      | Fürstenberg/Havel            | Oberhavel                  |
| Bredow                    |                      | Brieselang                   | Havelland                  |
| Breitenau                 |                      | Sonnewalde                   | Elbe-Elster                |
| Bremsdorf                 |                      | Schlaubetal                  | Oder-Spree                 |
| Brenitz                   |                      | Sonnewalde                   | Elbe-Elster                |
| Bresinchen                |                      | Guben                        | Spree-Neiße                |
| Breslack                  |                      | Neißemünde                   | Oder-Spree                 |
| Brielow                   |                      | Beetzsee                     | Potsdam-Mittelmark         |
| Briescht                  |                      | Tauche                       | Oder-Spree                 |
| Briesen                   |                      | Halbe                        | Dahme-Spreewald            |
| Briesen (Mark)            |                      | Briesen (Mark)               | Oder-Spree                 |
| Briesensee                | Brjazyna nad jazorom | Neu Zauche                   | Dahme-Spreewald            |
| Brieske                   | Brjazki              | Senftenberg                  | Oberspreewald-Lausitz      |
| Briesnig                  | Rjasnik              | Forst (Lausitz)              | Spree-Neiße                |
| Briest                    |                      | Havelsee                     | Potsdam-Mittelmark         |
| Briest                    |                      | Schwedt/Oder                 | Uckermark                  |
| Brodowin                  |                      | Chorin                       | Barnim                     |
| Brodtkowitz               | Brodkojce            | Kolkwitz                     | Spree-Neiße                |
| Brottewitz                |                      | Mühlberg/Elbe                | Elbe-Elster                |
| Bruchhagen                |                      | Angermünde                   | Uckermark                  |
| Bruchmühle                |                      | Altlandsberg                 | Märkisch-Oderland          |
| Brunn                     |                      | Wusterhausen/Dosse           | Ostprignitz-Ruppin         |
| Brunne                    |                      | Fehrbellin                   | Ostprignitz-Ruppin         |
| Brunow                    |                      | Heckelberg-Brunow            | Märkisch-Oderland          |
| Brusendorf                |                      | Mittenwalde                  | Dahme-Spreewald            |
| Brüssow                   |                      | Brüssow                      | Uckermark                  |
| Buberow                   |                      | Gransee                      | Oberhavel                  |
| Buchenhain                |                      | Boitzenburger Land           | Uckermark                  |
| Buchhain                  |                      | Doberlug-Kirchhain           | Elbe-Elster                |
| Buchholz                  |                      | Altlandsberg                 | Märkisch-Oderland          |
| Buchholz                  |                      | Beelitz                      | Potsdam-Mittelmark         |
| Buchholz                  |                      | Großwoltersdorf              | Oberhavel                  |
| Buchholz                  |                      | Pritzwalk                    | Prignitz                   |
| Buchholz                  |                      | Steinhöfel                   | Oder-Spree                 |
| Buchholz b. Niemegk       |                      | Rabenstein/Fläming           | Potsdam-Mittelmark         |
| Buchow-Karpzow            |                      | Wustermark                   | Havelland                  |
| Buchwäldchen              |                      | Luckaitztal                  | Oberspreewald-Lausitz      |
| Buckau                    |                      | Buckautal                    | Potsdam-Mittelmark         |
| Buckau                    |                      | Herzberg (Elster)            | Elbe-Elster                |
| Bücknitz                  |                      | Ziesar                       | Potsdam-Mittelmark         |
| Buckow                    | Bukow                | Calau                        | Oberspreewald-Lausitz      |
| Buckow                    |                      | Dahme/Mark                   | Teltow-Fläming             |
| Buckow                    |                      | Kümmernitztal                | Prignitz                   |
| Buckow                    |                      | Nennhausen                   | Havelland                  |
| Buckow                    |                      | Rietz-Neuendorf              | Oder-Spree                 |
| Bückwitz                  |                      | Wusterhausen/Dosse           | Ostprignitz-Ruppin         |
| Bugk                      |                      | Storkow (Mark)               | Oder-Spree                 |
| Burgwall                  |                      | Zehdenick                    | Oberhavel                  |
| Burow                     |                      | Großwoltersdorf              | Oberhavel                  |
| Burxdorf                  |                      | Bad Liebenwerda              | Elbe-Elster                |
| Buschdorf                 |                      | Zechin                       | Märkisch-Oderland          |
| Buschow                   |                      | Märkisch Luch                | Havelland                  |
| Busendorf                 |                      | Beelitz                      | Potsdam-Mittelmark         |
| Buskow                    |                      | Neuruppin                    | Ostprignitz-Ruppin         |
| Butzen                    | Bucyn                | Spreewaldheide               | Dahme-Spreewald            |
| Bützer                    |                      | Milower Land                 | Havelland                  |
| Butzow                    |                      | Beetzseeheide                | Potsdam-Mittelmark         |
| Byhleguhre                | Běła Góra            | Byhleguhre-Byhlen            | Dahme-Spreewald            |
| Byhlen                    | Bělin                | Byhleguhre-Byhlen            | Dahme-Spreewald            |
| Cahnsdorf                 |                      | Luckau                       | Dahme-Spreewald            |
| Caminchen                 | Kamjenki             | Neu Zauche                   | Dahme-Spreewald            |
| Cammer                    |                      | Planebruch                   | Potsdam-Mittelmark         |
| Cantdorf                  |                      | Spremberg                    | Spree-Neiße                |
| Caputh                    |                      | Schwielowsee                 | Potsdam-Mittelmark         |
| Carmzow                   |                      | Carmzow-Wallmow              | Uckermark                  |
| Carzig                    |                      | Fichtenhöhe                  | Märkisch-Oderland          |
| Casekow                   |                      | Casekow                      | Uckermark                  |
| Casel                     | Kózle                | Drebkau                      | Spree-Neiße                |
| Chorin                    |                      | Chorin                       | Barnim                     |
| Chossewitz                |                      | Friedland                    | Oder-Spree                 |
| Christdorf                |                      | Wittstock/Dosse              | Ostprignitz-Ruppin         |
| Christinendorf            |                      | Trebbin                      | Teltow-Fläming             |
| Coschen                   |                      | Neißemünde                   | Oder-Spree                 |
| Craupe                    | Kšupow               | Calau                        | Oberspreewald-Lausitz      |
| Criewen                   |                      | Schwedt/Oder                 | Uckermark                  |
| Crussow                   |                      | Angermünde                   | Uckermark                  |
| Dabern                    |                      | Sonnewalde                   | Elbe-Elster                |
| Dagow                     |                      | Stechlin                     | Oberhavel                  |
| Dahlewitz                 |                      | Blankenfelde-Mahlow          | Teltow-Fläming             |
| Dahlitz                   | Dalic                | Kolkwitz                     | Spree-Neiße                |
| Dahlwitz-Hoppegarten      |                      | Hoppegarten                  | Märkisch-Oderland          |
| Dahme/Mark                |                      | Dahme/Mark                   | Teltow-Fläming             |
| Dahmsdorf                 |                      | Reichenwalde                 | Oder-Spree                 |
| Dahnsdorf                 |                      | Planetal                     | Potsdam-Mittelmark         |
| Dalichow                  |                      | Niedergörsdorf               | Teltow-Fläming             |
| Dallmin                   |                      | Karstädt                     | Prignitz                   |
| Damelang-Freienthal       |                      | Planebruch                   | Potsdam-Mittelmark         |
| Damme                     |                      | Grünow                       | Uckermark                  |
| Damme                     |                      | Nennhausen                   | Havelland                  |
| Damsdorf                  |                      | Kloster Lehnin               | Potsdam-Mittelmark         |
| Danewitz                  |                      | Biesenthal                   | Barnim                     |
| Danna                     |                      | Niedergörsdorf               | Teltow-Fläming             |
| Dannenberg/Mark           |                      | Falkenberg                   | Märkisch-Oderland          |
| Dannenreich               |                      | Heidesee                     | Dahme-Spreewald            |
| Dannenwalde               |                      | Gransee                      | Oberhavel                  |
| Dannenwalde               |                      | Gumtow                       | Prignitz                   |
| Darritz-Wahlendorf        |                      | Märkisch Linden              | Ostprignitz-Ruppin         |
| Dauer                     |                      | Prenzlau                     | Uckermark                  |
| Dechtow                   |                      | Fehrbellin                   | Ostprignitz-Ruppin         |
| Dedelow                   |                      | Prenzlau                     | Uckermark                  |
| Deetz                     |                      | Groß Kreutz (Havel)          | Potsdam-Mittelmark         |
| Demerthin                 |                      | Gumtow                       | Prignitz                   |
| Demnitz                   |                      | Steinhöfel                   | Oder-Spree                 |
| Dennewitz                 |                      | Niedergörsdorf               | Teltow-Fläming             |
| Densow                    |                      | Templin                      | Uckermark                  |
| Dergenthin                |                      | Perleberg                    | Prignitz                   |
| Derwitz                   |                      | Werder (Havel)               | Potsdam-Mittelmark         |
| Dessow                    |                      | Wusterhausen/Dosse           | Ostprignitz-Ruppin         |
| Deulowitz                 |                      | Guben                        | Spree-Neiße                |
| Deutsch Bork              |                      | Linthe                       | Potsdam-Mittelmark         |
| Deutschhof                |                      | Fehrbellin                   | Ostprignitz-Ruppin         |
| Diedersdorf               |                      | Großbeeren                   | Teltow-Fläming             |
| Diedersdorf               |                      | Vierlinden                   | Märkisch-Oderland          |
| Diehlo                    |                      | Eisenhüttenstadt             | Oder-Spree                 |
| Diepensee                 |                      | Königs Wusterhausen          | Dahme-Spreewald            |
| Dierberg                  |                      | Rheinsberg                   | Ostprignitz-Ruppin         |
| Dietersdorf               |                      | Treuenbrietzen               | Potsdam-Mittelmark         |
| Dippmannsdorf             |                      | Bad Belzig                   | Potsdam-Mittelmark         |
| Dissen                    | Dešno                | Dissen-Striesow              | Spree-Neiße                |
| Dissenchen                | Dešank               | Cottbus                      | Cottbus                    |
| Döbberin                  |                      | Zeschdorf                    | Märkisch-Oderland          |
| Dobberzin                 |                      | Angermünde                   | Uckermark                  |
| Döbbrick                  | Depsk                | Cottbus                      | Cottbus                    |
| Dobbrikow                 |                      | Nuthe-Urstromtal             | Teltow-Fläming             |
| Doberburg                 |                      | Lieberose                    | Dahme-Spreewald            |
| Döberitz                  |                      | Premnitz                     | Havelland                  |
| Dobra                     |                      | Bad Liebenwerda              | Elbe-Elster                |
| Dolgelin                  |                      | Lindendorf                   | Märkisch-Oderland          |
| Dolgenbrodt               |                      | Heidesee                     | Dahme-Spreewald            |
| Döllen                    |                      | Gumtow                       | Prignitz                   |
| Dollenchen                |                      | Sallgast                     | Elbe-Elster                |
| Dollgen                   | Dołgi                | Märkische Heide              | Dahme-Spreewald            |
| Dollgow                   |                      | Stechlin                     | Oberhavel                  |
| Döllingen                 |                      | Plessa                       | Elbe-Elster                |
| Domsdorf                  | Domašojce            | Drebkau                      | Spree-Neiße                |
| Domsdorf                  |                      | Uebigau-Wahrenbrück          | Elbe-Elster                |
| Dorf Zechlin              |                      | Rheinsberg                   | Ostprignitz-Ruppin         |
| Dornswalde                |                      | Baruth/Mark                  | Teltow-Fläming             |
| Dörrwalde                 |                      | Großräschen                  | Oberspreewald-Lausitz      |
| Dossow                    |                      | Wittstock/Dosse              | Ostprignitz-Ruppin         |
| Drahendorf                |                      | Rietz-Neuendorf              | Oder-Spree                 |
| Drahnsdorf                |                      | Drahnsdorf                   | Dahme-Spreewald            |
| Dranse                    |                      | Wittstock/Dosse              | Ostprignitz-Ruppin         |
| Drasdo                    |                      | Uebigau-Wahrenbrück          | Elbe-Elster                |
| Drebkau                   | Drjowk               | Drebkau                      | Spree-Neiße                |
| Dreesch                   |                      | Grünow                       | Uckermark                  |
| Drense                    |                      | Grünow                       | Uckermark                  |
| Dreska                    |                      | Hohenleipisch                | Elbe-Elster                |
| Dretzen                   |                      | Buckautal                    | Potsdam-Mittelmark         |
| Drewen                    |                      | Kyritz                       | Ostprignitz-Ruppin         |
| Drewitz                   | Drjejce              | Jänschwalde                  | Spree-Neiße                |
| Drieschnitz-Kahsel        |                      | Neuhausen/Spree              | Spree-Neiße                |
| Drochow                   |                      | Schipkau                     | Oberspreewald-Lausitz      |
| Drößig                    |                      | Heideland                    | Elbe-Elster                |
| Duben                     |                      | Luckau                       | Dahme-Spreewald            |
| Dübrichen                 |                      | Doberlug-Kirchhain           | Elbe-Elster                |
| Dubro                     |                      | Schönewalde                  | Elbe-Elster                |
| Dümde                     |                      | Nuthe-Urstromtal             | Teltow-Fläming             |
| Düpow                     |                      | Perleberg                    | Prignitz                   |
| Dürrenhofe                |                      | Märkische Heide              | Dahme-Spreewald            |
| Eberswalde 1              |                      | Eberswalde                   | Barnim                     |
| Eberswalde 2              |                      | Eberswalde                   | Barnim                     |
| Eckmannsdorf              |                      | Niedergörsdorf               | Teltow-Fläming             |
| Eggersdorf                |                      | Müncheberg                   | Märkisch-Oderland          |
| Eggersdorf                |                      | Petershagen/Eggersdorf       | Märkisch-Oderland          |
| Egsdorf                   |                      | Luckau                       | Dahme-Spreewald            |
| Egsdorf                   |                      | Teupitz                      | Dahme-Spreewald            |
| Eiche                     |                      | Ahrensfelde                  | Barnim                     |
| Eiche                     |                      | Potsdam                      | Potsdam                    |
| Eichholz                  |                      | Heideland                    | Elbe-Elster                |
| Eichhorst                 |                      | Schorfheide                  | Barnim                     |
| Eichow                    | Dubje                | Kolkwitz                     | Spree-Neiße                |
| Eichstädt                 |                      | Oberkrämer                   | Oberhavel                  |
| Eichwerder                |                      | Wriezen                      | Märkisch-Oderland          |
| Eickstedt                 |                      | Randowtal                    | Uckermark                  |
| Elsholz                   |                      | Beelitz                      | Potsdam-Mittelmark         |
| Elstal                    |                      | Wustermark                   | Havelland                  |
| Emilienhof                |                      | Wusterhausen/Dosse           | Ostprignitz-Ruppin         |
| Emstal                    |                      | Kloster Lehnin               | Potsdam-Mittelmark         |
| Etzin                     |                      | Ketzin/Havel                 | Havelland                  |
| Fahlhorst                 |                      | Nuthetal                     | Potsdam-Mittelmark         |
| Fahrenholz                |                      | Uckerland                    | Uckermark                  |
| Fahrland                  |                      | Potsdam                      | Potsdam                    |
| Falkenberg                |                      | Briesen (Mark)               | Oder-Spree                 |
| Falkenberg                |                      | Heideblick                   | Dahme-Spreewald            |
| Falkenberg                |                      | Tauche                       | Oder-Spree                 |
| Falkenberg/Mark           |                      | Falkenberg                   | Märkisch-Oderland          |
| Falkenhagen               |                      | Pritzwalk                    | Prignitz                   |
| Falkenhain                |                      | Drahnsdorf                   | Dahme-Spreewald            |
| Falkenrehde               |                      | Ketzin/Havel                 | Havelland                  |
| Falkenthal                |                      | Löwenberger Land             | Oberhavel                  |
| Falkenwalde               |                      | Uckerfelde                   | Uckermark                  |
| Fehrow                    | Prjawoz              | Schmogrow-Fehrow             | Spree-Neiße                |
| Felchow                   |                      | Schwedt/Oder                 | Uckermark                  |
| Feldheim                  |                      | Treuenbrietzen               | Potsdam-Mittelmark         |
| Felgentreu                |                      | Nuthe-Urstromtal             | Teltow-Fläming             |
| Ferch                     |                      | Schwielowsee                 | Potsdam-Mittelmark         |
| Ferchesar                 |                      | Stechow-Ferchesar            | Havelland                  |
| Ferdinandshorst           |                      | Nordwestuckermark            | Uckermark                  |
| Fermerswalde              |                      | Herzberg (Elster)            | Elbe-Elster                |
| Fichtenberg               |                      | Mühlberg/Elbe                | Elbe-Elster                |
| Fichtenwalde              |                      | Beelitz                      | Potsdam-Mittelmark         |
| Finow                     |                      | Eberswalde                   | Barnim                     |
| Finowfurt                 |                      | Schorfheide                  | Barnim                     |
| Fischwasser               |                      | Heideland                    | Elbe-Elster                |
| Flatow                    |                      | Kremmen                      | Oberhavel                  |
| Flecken Zechlin           |                      | Rheinsberg                   | Ostprignitz-Ruppin         |
| Flemsdorf                 |                      | Schwedt/Oder                 | Uckermark                  |
| Fohrde                    |                      | Havelsee                     | Potsdam-Mittelmark         |
| Frankena                  |                      | Doberlug-Kirchhain           | Elbe-Elster                |
| Frankendorf               |                      | Storbeck-Frankendorf         | Ostprignitz-Ruppin         |
| Frankenfelde              |                      | Luckenwalde                  | Teltow-Fläming             |
| Frankenfelde              |                      | Wriezen                      | Märkisch-Oderland          |
| Frankenförde              |                      | Nuthe-Urstromtal             | Teltow-Fläming             |
| Frankenhain               |                      | Schlieben                    | Elbe-Elster                |
| Frauendorf                |                      | Neuhausen/Spree              | Spree-Neiße                |
| Frauenhagen               |                      | Angermünde                   | Uckermark                  |
| Fredersdorf               |                      | Bad Belzig                   | Potsdam-Mittelmark         |
| Fredersdorf               |                      | Zichow                       | Uckermark                  |
| Fredersdorf-Nord          |                      | Fredersdorf-Vogelsdorf       | Märkisch-Oderland          |
| Fredersdorf-Süd           |                      | Fredersdorf-Vogelsdorf       | Märkisch-Oderland          |
| Freesdorf                 |                      | Luckau                       | Dahme-Spreewald            |
| Frehne                    |                      | Marienfließ                  | Prignitz                   |
| Freidorf                  |                      | Halbe                        | Dahme-Spreewald            |
| Freienhagen               |                      | Liebenwalde                  | Oberhavel                  |
| Freienhufen               |                      | Großräschen                  | Oberspreewald-Lausitz      |
| Freileben                 |                      | Lebusa                       | Elbe-Elster                |
| Freiwalde                 |                      | Bersteland                   | Dahme-Spreewald            |
| Fresdorf                  |                      | Michendorf                   | Potsdam-Mittelmark         |
| Fretzdorf                 |                      | Wittstock/Dosse              | Ostprignitz-Ruppin         |
| Freudenberg               |                      | Beiersdorf-Freudenberg       | Märkisch-Oderland          |
| Freyenstein               |                      | Wittstock/Dosse              | Ostprignitz-Ruppin         |
| Friedersdorf              |                      | Heidesee                     | Dahme-Spreewald            |
| Friedersdorf              |                      | Herzberg (Elster)            | Elbe-Elster                |
| Friedersdorf              |                      | Rückersdorf                  | Elbe-Elster                |
| Friedersdorf              |                      | Sonnewalde                   | Elbe-Elster                |
| Friedersdorf              |                      | Vierlinden                   | Märkisch-Oderland          |
| Friedland                 |                      | Friedland                    | Oder-Spree                 |
| Friedrichsaue             |                      | Zechin                       | Märkisch-Oderland          |
| Friedrichshain            |                      | Felixsee                     | Spree-Neiße                |
| Friedrichshof             |                      | Rietzneuendorf-Staakow       | Dahme-Spreewald            |
| Friedrichsthal            |                      | Gartz (Oder)                 | Uckermark                  |
| Friedrichsthal            |                      | Oranienburg                  | Oberhavel                  |
| Friedrichswalde           |                      | Friedrichswalde              | Barnim                     |
| Fröhden                   |                      | Jüterbog                     | Teltow-Fläming             |
| Frohnsdorf                |                      | Treuenbrietzen               | Potsdam-Mittelmark         |
| Fünfeichen                |                      | Schlaubetal                  | Oder-Spree                 |
| Funkenhagen               |                      | Boitzenburger Land           | Uckermark                  |
| Fürstenberg (Oder)        |                      | Eisenhüttenstadt             | Oder-Spree                 |
| Fürstenwerder             |                      | Nordwestuckermark            | Uckermark                  |
| Fürstlich Drehna          |                      | Luckau                       | Dahme-Spreewald            |
| Gablenz                   |                      | Neuhausen/Spree              | Spree-Neiße                |
| Gadow                     |                      | Wittstock/Dosse              | Ostprignitz-Ruppin         |
| Gadsdorf                  |                      | Am Mellensee                 | Teltow-Fläming             |
| Gahro                     |                      | Crinitz                      | Elbe-Elster                |
| Gahry                     | Garjej               | Wiesengrund                  | Spree-Neiße                |
| Gallinchen                | Gołynk               | Cottbus                      | Cottbus                    |
| Gallun                    |                      | Mittenwalde                  | Dahme-Spreewald            |
| Gandenitz                 |                      | Templin                      | Uckermark                  |
| Gantikow                  |                      | Kyritz                       | Ostprignitz-Ruppin         |
| Ganzer                    |                      | Wusterhausen/Dosse           | Ostprignitz-Ruppin         |
| Garlin                    |                      | Karstädt                     | Prignitz                   |
| Garlitz                   |                      | Märkisch Luch                | Havelland                  |
| Garrey                    |                      | Rabenstein/Fläming           | Potsdam-Mittelmark         |
| Garsedow                  |                      | Wittenberge                  | Prignitz                   |
| Gartow                    |                      | Wusterhausen/Dosse           | Ostprignitz-Ruppin         |
| Gartz (Oder)              |                      | Gartz (Oder)                 | Uckermark                  |
| Garz                      |                      | Temnitztal                   | Ostprignitz-Ruppin         |
| Garzau                    |                      | Garzau-Garzin                | Märkisch-Oderland          |
| Garzin                    |                      | Garzau-Garzin                | Märkisch-Oderland          |
| Gatow                     |                      | Schwedt/Oder                 | Uckermark                  |
| Gebersdorf                |                      | Dahme/Mark                   | Teltow-Fläming             |
| Geesow                    |                      | Gartz (Oder)                 | Uckermark                  |
| Gehren                    |                      | Heideblick                   | Dahme-Spreewald            |
| Gellmersdorf              |                      | Angermünde                   | Uckermark                  |
| Geltow                    |                      | Schwielowsee                 | Potsdam-Mittelmark         |
| Genschmar                 |                      | Bleyen-Genschmar             | Märkisch-Oderland          |
| Genshagen                 |                      | Ludwigsfelde                 | Teltow-Fläming             |
| Germendorf                |                      | Oranienburg                  | Oberhavel                  |
| Gielsdorf                 |                      | Altlandsberg                 | Märkisch-Oderland          |
| Giesensdorf               |                      | Pritzwalk                    | Prignitz                   |
| Giesensdorf               |                      | Tauche                       | Oder-Spree                 |
| Gieshof-Zelliner Loose    |                      | Letschin                     | Märkisch-Oderland          |
| Gießmannsdorf             |                      | Luckau                       | Dahme-Spreewald            |
| Glambeck                  |                      | Löwenberger Land             | Oberhavel                  |
| Glau                      |                      | Trebbin                      | Teltow-Fläming             |
| Glienecke                 |                      | Ziesar                       | Potsdam-Mittelmark         |
| Glienick                  |                      | Zossen                       | Teltow-Fläming             |
| Glienicke                 |                      | Rietz-Neuendorf              | Oder-Spree                 |
| Glienig                   |                      | Steinreich                   | Dahme-Spreewald            |
| Glietz                    |                      | Märkische Heide              | Dahme-Spreewald            |
| Glindow                   |                      | Werder (Havel)               | Potsdam-Mittelmark         |
| Glinzig                   | Glinsk               | Kolkwitz                     | Spree-Neiße                |
| Glöwen                    |                      | Plattenburg                  | Prignitz                   |
| Gnewikow                  |                      | Neuruppin                    | Ostprignitz-Ruppin         |
| Göhlen                    |                      | Neuzelle                     | Oder-Spree                 |
| Göhlsdorf                 |                      | Kloster Lehnin               | Potsdam-Mittelmark         |
| Goldbeck                  |                      | Wittstock/Dosse              | Ostprignitz-Ruppin         |
| Gollin                    |                      | Templin                      | Uckermark                  |
| Gollmitz                  | Chańc                | Calau                        | Oberspreewald-Lausitz      |
| Gollmitz                  |                      | Nordwestuckermark            | Uckermark                  |
| Göllnitz                  |                      | Sallgast                     | Elbe-Elster                |
| Gollwitz                  |                      | Brandenburg an der Havel     | Brandenburg an der Havel   |
| Golm                      |                      | Potsdam                      | Potsdam                    |
| Golm                      |                      | Zichow                       | Uckermark                  |
| Gölsdorf                  |                      | Niedergörsdorf               | Teltow-Fläming             |
| Gölsdorf                  |                      | Steinhöfel                   | Oder-Spree                 |
| Golzow                    |                      | Chorin                       | Barnim                     |
| Gorden                    |                      | Gorden-Staupitz              | Elbe-Elster                |
| Gorgast                   |                      | Küstriner Vorland            | Märkisch-Oderland          |
| Görike                    |                      | Gumtow                       | Prignitz                   |
| Göritz                    | Chórice              | Vetschau/Spreewald           | Oberspreewald-Lausitz      |
| Görlsdorf                 |                      | Angermünde                   | Uckermark                  |
| Görlsdorf                 |                      | Luckau                       | Dahme-Spreewald            |
| Görlsdorf                 |                      | Vierlinden                   | Märkisch-Oderland          |
| Görne                     |                      | Kleßen-Görne                 | Havelland                  |
| Görsdorf                  |                      | Dahmetal                     | Teltow-Fläming             |
| Görsdorf                  |                      | Tauche                       | Oder-Spree                 |
| Görsdorf b. Storkow       |                      | Storkow (Mark)               | Oder-Spree                 |
| Gortz                     |                      | Beetzseeheide                | Potsdam-Mittelmark         |
| Görzig                    |                      | Rietz-Neuendorf              | Oder-Spree                 |
| Goschen                   |                      | Lieberose                    | Dahme-Spreewald            |
| Gosda                     |                      | Luckaitztal                  | Oberspreewald-Lausitz      |
| Gosda                     | Gózd                 | Wiesengrund                  | Spree-Neiße                |
| Gosen                     |                      | Gosen-Neu Zittau             | Oder-Spree                 |
| Goßmar                    |                      | Heideblick                   | Dahme-Spreewald            |
| Goßmar                    |                      | Sonnewalde                   | Elbe-Elster                |
| Gottberg                  |                      | Märkisch Linden              | Ostprignitz-Ruppin         |
| Göttin                    |                      | Brandenburg an der Havel     | Brandenburg an der Havel   |
| Göttlin                   |                      | Rathenow                     | Havelland                  |
| Gottow                    |                      | Nuthe-Urstromtal             | Teltow-Fläming             |
| Gottsdorf                 |                      | Nuthe-Urstromtal             | Teltow-Fläming             |
| Götz                      |                      | Groß Kreutz (Havel)          | Potsdam-Mittelmark         |
| Goyatz                    |                      | Schwielochsee                | Dahme-Spreewald            |
| Gräbendorf                |                      | Heidesee                     | Dahme-Spreewald            |
| Grabko                    |                      | Schenkendöbern               | Spree-Neiße                |
| Grabow                    |                      | Kümmernitztal                | Prignitz                   |
| Grabow bei Blumenthal     |                      | Heiligengrabe                | Ostprignitz-Ruppin         |
| Gräfendorf                |                      | Herzberg (Elster)            | Elbe-Elster                |
| Gräfendorf                |                      | Niederer Fläming             | Teltow-Fläming             |
| Gramzow                   |                      | Gramzow                      | Uckermark                  |
| Gramzow                   |                      | Gransee                      | Oberhavel                  |
| Gramzow                   |                      | Perleberg                    | Prignitz                   |
| Gräningen                 |                      | Nennhausen                   | Havelland                  |
| Grano                     | Granow               | Schenkendöbern               | Spree-Neiße                |
| Granzow                   |                      | Gumtow                       | Prignitz                   |
| Grassau                   |                      | Schönewalde                  | Elbe-Elster                |
| Graustein                 | Syjk                 | Spremberg                    | Spree-Neiße                |
| Grebs                     |                      | Kloster Lehnin               | Potsdam-Mittelmark         |
| Greifenhain               | Maliń                | Drebkau                      | Spree-Neiße                |
| Greiffenberg              |                      | Angermünde                   | Uckermark                  |
| Grieben                   |                      | Löwenberger Land             | Oberhavel                  |
| Grießen                   | Grěšna               | Jänschwalde                  | Spree-Neiße                |
| Gröben                    |                      | Ludwigsfelde                 | Teltow-Fläming             |
| Gröbitz                   |                      | Massen-Niederlausitz         | Elbe-Elster                |
| Gröditsch                 |                      | Märkische Heide              | Dahme-Spreewald            |
| Groß Bademeusel           | Wjelike Bóžemysle    | Forst (Lausitz)              | Spree-Neiße                |
| Groß Behnitz              |                      | Nauen                        | Havelland                  |
| Groß Beuchow              | Buchow               | Lübbenau/Spreewald           | Oberspreewald-Lausitz      |
| Groß Breese               |                      | Breese                       | Prignitz                   |
| Groß Breesen              |                      | Guben                        | Spree-Neiße                |
| Groß Briesen              |                      | Bad Belzig                   | Potsdam-Mittelmark         |
| Groß Briesen              |                      | Friedland                    | Oder-Spree                 |
| Groß Buchholz             |                      | Perleberg                    | Prignitz                   |
| Groß Döbbern              | Wjelike Dobrynje     | Neuhausen/Spree              | Spree-Neiße                |
| Groß Dölln                |                      | Templin                      | Uckermark                  |
| Groß Drewitz              |                      | Schenkendöbern               | Spree-Neiße                |
| Groß Eichholz             |                      | Storkow (Mark)               | Oder-Spree                 |
| Groß Gaglow               | Gogolow              | Cottbus                      | Cottbus                    |
| Groß Gastrose             | Wjeliki Gósćeraz     | Schenkendöbern               | Spree-Neiße                |
| Groß Glienicke            |                      | Potsdam                      | Potsdam                    |
| Groß Haßlow               |                      | Wittstock/Dosse              | Ostprignitz-Ruppin         |
| Groß Jamno                | Jamne                | Forst (Lausitz)              | Spree-Neiße                |
| Groß Jehser               | Jazory               | Calau                        | Oberspreewald-Lausitz      |
| Groß Kienitz              |                      | Blankenfelde-Mahlow          | Teltow-Fläming             |
| Groß Klessow              | Klěšow               | Lübbenau/Spreewald           | Oberspreewald-Lausitz      |
| Groß Kölzig               |                      | Neiße-Malxetal               | Spree-Neiße                |
| Groß Kreutz               |                      | Groß Kreutz (Havel)          | Potsdam-Mittelmark         |
| Groß Leine                |                      | Märkische Heide              | Dahme-Spreewald            |
| Groß Leuthen              | Lutol                | Märkische Heide              | Dahme-Spreewald            |
| Groß Linde                |                      | Perleberg                    | Prignitz                   |
| Groß Lübbenau             | Lubń                 | Lübbenau/Spreewald           | Oberspreewald-Lausitz      |
| Groß Luja                 | Łojow                | Spremberg                    | Spree-Neiße                |
| Groß Machnow              |                      | Rangsdorf                    | Teltow-Fläming             |
| Groß Marzehns             |                      | Rabenstein/Fläming           | Potsdam-Mittelmark         |
| Groß Mehßow               | Změšow               | Calau                        | Oberspreewald-Lausitz      |
| Groß Muckrow              |                      | Friedland                    | Oder-Spree                 |
| Groß Neuendorf            |                      | Letschin                     | Märkisch-Oderland          |
| Groß Oßnig                |                      | Neuhausen/Spree              | Spree-Neiße                |
| Groß Pankow               |                      | Groß Pankow (Prignitz)       | Prignitz                   |
| Groß Pinnow               |                      | Hohenselchow-Groß Pinnow     | Uckermark                  |
| Groß Rietz                |                      | Rietz-Neuendorf              | Oder-Spree                 |
| Groß Schacksdorf          |                      | Groß Schacksdorf-Simmersdorf | Spree-Neiße                |
| Groß Schauen              |                      | Storkow (Mark)               | Oder-Spree                 |
| Groß Schönebeck           |                      | Schorfheide                  | Barnim                     |
| Groß Schulzendorf         |                      | Ludwigsfelde                 | Teltow-Fläming             |
| Groß Warnow               |                      | Karstädt                     | Prignitz                   |
| Groß Wasserburg           |                      | Krausnick-Groß Wasserburg    | Dahme-Spreewald            |
| Groß Welle                |                      | Gumtow                       | Prignitz                   |
| Groß Woltersdorf          |                      | Groß Pankow (Prignitz)       | Prignitz                   |
| Groß Ziescht              |                      | Baruth/Mark                  | Teltow-Fläming             |
| Großbahren                |                      | Sonnewalde                   | Elbe-Elster                |
| Großbeuthen               |                      | Trebbin                      | Teltow-Fläming             |
| Großkoschen               | Košyna               | Senftenberg                  | Oberspreewald-Lausitz      |
| Großkrausnik              |                      | Sonnewalde                   | Elbe-Elster                |
| Großmutz                  |                      | Löwenberger Land             | Oberhavel                  |
| Großrössen                |                      | Falkenberg/Elster            | Elbe-Elster                |
| Großwoltersdorf           |                      | Großwoltersdorf              | Oberhavel                  |
| Großwudicke               |                      | Milower Land                 | Havelland                  |
| Großzerlang               |                      | Rheinsberg                   | Ostprignitz-Ruppin         |
| Großziethen               |                      | Schönefeld                   | Dahme-Spreewald            |
| Groß-Ziethen              |                      | Kremmen                      | Oberhavel                  |
| Groß-Ziethen              |                      | Ziethen                      | Barnim                     |
| Grötsch                   | Groźišćo             | Heinersbrück                 | Spree-Neiße                |
| Grube                     |                      | Bad Wilsnack                 | Prignitz                   |
| Grube                     |                      | Potsdam                      | Potsdam                    |
| Grubo                     |                      | Wiesenburg/Mark              | Potsdam-Mittelmark         |
| Gruhno                    |                      | Schönborn                    | Elbe-Elster                |
| Grüna                     |                      | Jüterbog                     | Teltow-Fläming             |
| Grünberg                  |                      | Brüssow                      | Uckermark                  |
| Grüneberg                 |                      | Löwenberger Land             | Oberhavel                  |
| Grünefeld                 |                      | Schönwalde-Glien             | Havelland                  |
| Grunewald                 |                      | Templin                      | Uckermark                  |
| Grünewalde                |                      | Lauchhammer                  | Oberspreewald-Lausitz      |
| Grünheide (Mark)          |                      | Grünheide (Mark)             | Oder-Spree                 |
| Grunow                    |                      | Oberbarnim                   | Märkisch-Oderland          |
| Grünow                    |                      | Grünow                       | Uckermark                  |
| Grünow                    |                      | Schwedt/Oder                 | Uckermark                  |
| Grüntal                   |                      | Sydower Fließ                | Barnim                     |
| Grütz                     |                      | Rathenow                     | Havelland                  |
| Gühlen-Glienicke          |                      | Neuruppin                    | Ostprignitz-Ruppin         |
| Gulben                    | Gołbin               | Kolkwitz                     | Spree-Neiße                |
| Güldendorf                |                      | Frankfurt (Oder)             | Frankfurt (Oder)           |
| Güldenhof                 |                      | Stechlin                     | Oberhavel                  |
| Gulow-Steinberg           |                      | Groß Pankow (Prignitz)       | Prignitz                   |
| Gülpe                     |                      | Havelaue                     | Havelland                  |
| Gumtow                    |                      | Gumtow                       | Prignitz                   |
| Günterberg                |                      | Angermünde                   | Uckermark                  |
| Günthersdorf              |                      | Friedland                    | Oder-Spree                 |
| Gusow                     |                      | Gusow-Platkow                | Märkisch-Oderland          |
| Gussow                    |                      | Heidesee                     | Dahme-Spreewald            |
| Güstebieser Loose         |                      | Neulewin                     | Märkisch-Oderland          |
| Güstow                    |                      | Prenzlau                     | Uckermark                  |
| Gutengermendorf           |                      | Löwenberger Land             | Oberhavel                  |
| Güterberg                 |                      | Uckerland                    | Uckermark                  |
| Güterfelde                |                      | Stahnsdorf                   | Potsdam-Mittelmark         |
| Haage                     |                      | Mühlenberge                  | Havelland                  |
| Haasow                    | Hažow                | Neuhausen/Spree              | Spree-Neiße                |
| Hagelberg                 |                      | Bad Belzig                   | Potsdam-Mittelmark         |
| Haida                     |                      | Röderland                    | Elbe-Elster                |
| Haidemühl                 | Gózdź                | Spremberg                    | Spree-Neiße                |
| Hakenberg                 |                      | Fehrbellin                   | Ostprignitz-Ruppin         |
| Hammelspring              |                      | Templin                      | Uckermark                  |
| Hammer                    |                      | Liebenwalde                  | Oberhavel                  |
| Hänchen                   | Hajnk                | Kolkwitz                     | Spree-Neiße                |
| Hangelsberg               |                      | Grünheide (Mark)             | Oder-Spree                 |
| Hardenbeck                |                      | Boitzenburger Land           | Uckermark                  |
| Harnekop                  |                      | Prötzel                      | Märkisch-Oderland          |
| Hartmannsdorf             | Hartmanojce          | Lübben (Spreewald)           | Dahme-Spreewald            |
| Hartmannsdorf             |                      | Spreenhagen                  | Oder-Spree                 |
| Haselberg                 |                      | Wriezen                      | Märkisch-Oderland          |
| Haseloff-Grabow           |                      | Mühlenfließ                  | Potsdam-Mittelmark         |
| Häsen                     |                      | Löwenberger Land             | Oberhavel                  |
| Hasenfelde                |                      | Steinhöfel                   | Oder-Spree                 |
| Haßleben                  |                      | Boitzenburger Land           | Uckermark                  |
| Hathenow                  |                      | Alt Tucheband                | Märkisch-Oderland          |
| Heckelberg                |                      | Heckelberg-Brunow            | Märkisch-Oderland          |
| Heideland                 |                      | Fürstenwalde/Spree           | Oder-Spree                 |
| Heiligengrabe             |                      | Heiligengrabe                | Ostprignitz-Ruppin         |
| Heinersdorf               |                      | Großbeeren                   | Teltow-Fläming             |
| Heinersdorf               |                      | Schwedt/Oder                 | Uckermark                  |
| Heinersdorf               |                      | Steinhöfel                   | Oder-Spree                 |
| Heinrichsdorf             |                      | Rheinsberg                   | Ostprignitz-Ruppin         |
| Helle                     |                      | Groß Pankow (Prignitz)       | Prignitz                   |
| Hennersdorf               |                      | Doberlug-Kirchhain           | Elbe-Elster                |
| Hennickendorf             |                      | Nuthe-Urstromtal             | Teltow-Fläming             |
| Hennickendorf             |                      | Rüdersdorf bei Berlin        | Märkisch-Oderland          |
| Henzendorf                |                      | Neuzelle                     | Oder-Spree                 |
| Herbersdorf               |                      | Niederer Fläming             | Teltow-Fläming             |
| Hermersdorf               |                      | Müncheberg                   | Märkisch-Oderland          |
| Herrenhölzer              |                      | Bensdorf                     | Potsdam-Mittelmark         |
| Herzberg                  |                      | Rietz-Neuendorf              | Oder-Spree                 |
| Herzfelde                 |                      | Rüdersdorf bei Berlin        | Märkisch-Oderland          |
| Herzfelde                 |                      | Templin                      | Uckermark                  |
| Herzsprung                |                      | Angermünde                   | Uckermark                  |
| Herzsprung                |                      | Heiligengrabe                | Ostprignitz-Ruppin         |
| Hetzdorf                  |                      | Uckerland                    | Uckermark                  |
| Hillmersdorf              |                      | Fichtwald                    | Elbe-Elster                |
| Himmelpfort               |                      | Fürstenberg/Havel            | Oberhavel                  |
| Hindenberg                |                      | Lindow (Mark)                | Ostprignitz-Ruppin         |
| Hindenberg                | Želnjojce            | Lübbenau/Spreewald           | Oberspreewald-Lausitz      |
| Hindenburg                |                      | Templin                      | Uckermark                  |
| Hinzdorf                  |                      | Wittenberge                  | Prignitz                   |
| Hirschfelde               |                      | Werneuchen                   | Barnim                     |
| Höfgen                    |                      | Niederer Fläming             | Teltow-Fläming             |
| Hohen Neuendorf           |                      | Hohen Neuendorf              | Oberhavel                  |
| Hohenahlsdorf             |                      | Niederer Fläming             | Teltow-Fläming             |
| Hohenbruch                |                      | Kremmen                      | Oberhavel                  |
| Hohenbrück-Neu Schadow    |                      | Märkische Heide              | Dahme-Spreewald            |
| Hohenbucko                |                      | Hohenbucko                   | Elbe-Elster                |
| Hohenfelde                |                      | Schwedt/Oder                 | Uckermark                  |
| Hohenferchesar            |                      | Havelsee                     | Potsdam-Mittelmark         |
| Hohengörsdorf             |                      | Niederer Fläming             | Teltow-Fläming             |
| Hohengüstow               |                      | Uckerfelde                   | Uckermark                  |
| Hohenlobbese              |                      | Görzke                       | Potsdam-Mittelmark         |
| Hohennauen                |                      | Seeblick                     | Havelland                  |
| Hohenreinkendorf          |                      | Gartz (Oder)                 | Uckermark                  |
| Hohensaaten               |                      | Bad Freienwalde (Oder)       | Märkisch-Oderland          |
| Hohenseefeld              |                      | Niederer Fläming             | Teltow-Fläming             |
| Hohenselchow              |                      | Hohenselchow-Groß Pinnow     | Uckermark                  |
| Hohenstein                |                      | Strausberg                   | Märkisch-Oderland          |
| Hohenwalde                |                      | Frankfurt (Oder)             | Frankfurt (Oder)           |
| Hohenwutzen               |                      | Bad Freienwalde (Oder)       | Märkisch-Oderland          |
| Holbeck                   |                      | Nuthe-Urstromtal             | Teltow-Fläming             |
| Holzendorf                |                      | Nordwestuckermark            | Uckermark                  |
| Holzhausen                |                      | Kyritz                       | Ostprignitz-Ruppin         |
| Hönow                     |                      | Hoppegarten                  | Märkisch-Oderland          |
| Hoppegarten               |                      | Müncheberg                   | Märkisch-Oderland          |
| Hoppenrade                |                      | Löwenberger Land             | Oberhavel                  |
| Hoppenrade                |                      | Plattenburg                  | Prignitz                   |
| Hoppenrade                |                      | Wustermark                   | Havelland                  |
| Hörlitz                   |                      | Schipkau                     | Oberspreewald-Lausitz      |
| Horno                     | Rogow                | Forst (Lausitz)              | Spree-Neiße                |
| Horno                     | Rogow                | Jänschwalde                  | Spree-Neiße                |
| Hornow                    | Lěšće                | Spremberg                    | Spree-Neiße                |
| Horstfelde                |                      | Zossen                       | Teltow-Fläming             |
| Horstwalde                |                      | Baruth/Mark                  | Teltow-Fläming             |
| Hosena                    | Hóznja               | Senftenberg                  | Oberspreewald-Lausitz      |
| Hülsebeck                 |                      | Pirow                        | Prignitz                   |
| Ihlow                     |                      | Ihlow                        | Teltow-Fläming             |
| Ihlow                     |                      | Oberbarnim                   | Märkisch-Oderland          |
| Illmersdorf               |                      | Ihlow                        | Teltow-Fläming             |
| Jabel                     |                      | Heiligengrabe                | Ostprignitz-Ruppin         |
| Jacobsdorf                |                      | Jacobsdorf                   | Oder-Spree                 |
| Jagow                     |                      | Uckerland                    | Uckermark                  |
| Jagsal                    |                      | Schlieben                    | Elbe-Elster                |
| Jahnberge                 |                      | Wiesenaue                    | Havelland                  |
| Jahnsfelde                |                      | Müncheberg                   | Märkisch-Oderland          |
| Jakobshagen               |                      | Boitzenburger Land           | Uckermark                  |
| Jamikow                   |                      | Schwedt/Oder                 | Uckermark                  |
| Jämlitz                   |                      | Jämlitz-Klein Düben          | Spree-Neiße                |
| Jänickendorf              |                      | Nuthe-Urstromtal             | Teltow-Fläming             |
| Jänickendorf              |                      | Steinhöfel                   | Oder-Spree                 |
| Jännersdorf               |                      | Marienfließ                  | Prignitz                   |
| Jannowitz                 |                      | Hermsdorf                    | Oberspreewald-Lausitz      |
| Jänschwalde-Dorf          | Janšojce-Wjas        | Jänschwalde                  | Spree-Neiße                |
| Jänschwalde-Ost           | Janšojce-Pódzajtšo   | Jänschwalde                  | Spree-Neiße                |
| Jehserig                  | Jazorki              | Drebkau                      | Spree-Neiße                |
| Jerchel                   |                      | Milower Land                 | Havelland                  |
| Jerischke                 |                      | Neiße-Malxetal               | Spree-Neiße                |
| Jeserig                   |                      | Groß Kreutz (Havel)          | Potsdam-Mittelmark         |
| Jeserig/Fläming           |                      | Wiesenburg/Mark              | Potsdam-Mittelmark         |
| Jeserigerhütten           |                      | Wiesenburg/Mark              | Potsdam-Mittelmark         |
| Jessern                   |                      | Schwielochsee                | Dahme-Spreewald            |
| Jeßnigk                   |                      | Schönewalde                  | Elbe-Elster                |
| Jethe                     | Jaty                 | Wiesengrund                  | Spree-Neiße                |
| Jetsch                    |                      | Kasel-Golzig                 | Dahme-Spreewald            |
| Jocksdorf                 |                      | Neiße-Malxetal               | Spree-Neiße                |
| Jühnsdorf                 |                      | Blankenfelde-Mahlow          | Teltow-Fläming             |
| Jütchendorf               |                      | Ludwigsfelde                 | Teltow-Fläming             |
| Kablow                    |                      | Königs Wusterhausen          | Dahme-Spreewald            |
| Kackrow                   | Kokrjow              | Kolkwitz                     | Spree-Neiße                |
| Kagar                     |                      | Rheinsberg                   | Ostprignitz-Ruppin         |
| Kagel                     |                      | Grünheide (Mark)             | Oder-Spree                 |
| Kahla                     |                      | Plessa                       | Elbe-Elster                |
| Kähnsdorf                 |                      | Seddiner See                 | Potsdam-Mittelmark         |
| Kahren                    | Kórjeń               | Cottbus                      | Cottbus                    |
| Kallinchen                |                      | Zossen                       | Teltow-Fläming             |
| Kaltenborn                |                      | Guben                        | Spree-Neiße                |
| Kaltenborn                |                      | Niedergörsdorf               | Teltow-Fläming             |
| Kantow                    |                      | Wusterhausen/Dosse           | Ostprignitz-Ruppin         |
| Kappe                     |                      | Zehdenick                    | Oberhavel                  |
| Karche-Zaacko             |                      | Luckau                       | Dahme-Spreewald            |
| Karras                    |                      | Friedland                    | Oder-Spree                 |
| Karstädt                  |                      | Karstädt                     | Prignitz                   |
| Karwe                     |                      | Neuruppin                    | Ostprignitz-Ruppin         |
| Karwesee                  |                      | Fehrbellin                   | Ostprignitz-Ruppin         |
| Katerbow                  |                      | Temnitzquell                 | Ostprignitz-Ruppin         |
| Kathlow                   |                      | Neuhausen/Spree              | Spree-Neiße                |
| Kausche                   | Chusej               | Drebkau                      | Spree-Neiße                |
| Kauxdorf                  |                      | Uebigau-Wahrenbrück          | Elbe-Elster                |
| Kehrberg                  |                      | Groß Pankow (Prignitz)       | Prignitz                   |
| Kehrigk                   |                      | Storkow (Mark)               | Oder-Spree                 |
| Keller                    |                      | Lindow (Mark)                | Ostprignitz-Ruppin         |
| Kemlitz                   |                      | Dahme/Mark                   | Teltow-Fläming             |
| Kemmen                    | Kamjeny              | Calau                        | Oberspreewald-Lausitz      |
| Kemnitz                   |                      | Nuthe-Urstromtal             | Teltow-Fläming             |
| Kemnitz                   |                      | Pritzwalk                    | Prignitz                   |
| Kemnitz                   |                      | Werder (Havel)               | Potsdam-Mittelmark         |
| Kerkow                    |                      | Angermünde                   | Uckermark                  |
| Kerkwitz                  | Kerkojce             | Schenkendöbern               | Spree-Neiße                |
| Kerzendorf                |                      | Ludwigsfelde                 | Teltow-Fläming             |
| Kerzlin                   |                      | Temnitztal                   | Ostprignitz-Ruppin         |
| Ketzür                    |                      | Beetzseeheide                | Potsdam-Mittelmark         |
| Kiehnwerder               |                      | Letschin                     | Märkisch-Oderland          |
| Kiekebusch                | Kibuš                | Cottbus                      | Cottbus                    |
| Kiekebusch                |                      | Schönefeld                   | Dahme-Spreewald            |
| Kienbaum                  |                      | Grünheide (Mark)             | Oder-Spree                 |
| Kienberg                  |                      | Nauen                        | Havelland                  |
| Kienitz                   |                      | Letschin                     | Märkisch-Oderland          |
| Kieselwitz                |                      | Schlaubetal                  | Oder-Spree                 |
| Kietz                     |                      | Rhinow                       | Havelland                  |
| Kirchmöser                |                      | Brandenburg an der Havel     | Brandenburg an der Havel   |
| Kittlitz                  | Dłopje               | Lübbenau/Spreewald           | Oberspreewald-Lausitz      |
| Klandorf                  |                      | Schorfheide                  | Barnim                     |
| Klasdorf                  |                      | Baruth/Mark                  | Teltow-Fläming             |
| Klausdorf                 |                      | Am Mellensee                 | Teltow-Fläming             |
| Klaushagen                |                      | Boitzenburger Land           | Uckermark                  |
| Klein Bademeusel          | Małe Bóžemysle       | Forst (Lausitz)              | Spree-Neiße                |
| Klein Behnitz             |                      | Nauen                        | Havelland                  |
| Klein Döbbern             |                      | Neuhausen/Spree              | Spree-Neiße                |
| Klein Düben               |                      | Jämlitz-Klein Düben          | Spree-Neiße                |
| Klein Gaglow              | Gogolowk             | Kolkwitz                     | Spree-Neiße                |
| Klein Gottschow           |                      | Groß Pankow (Prignitz)       | Prignitz                   |
| Klein Jamno               | Małe Jamne           | Forst (Lausitz)              | Spree-Neiße                |
| Klein Kienitz             |                      | Rangsdorf                    | Teltow-Fläming             |
| Klein Kölzig              |                      | Neiße-Malxetal               | Spree-Neiße                |
| Klein Kreutz/Saaringen    |                      | Brandenburg an der Havel     | Brandenburg an der Havel   |
| Klein Leine               | Małe Linje           | Märkische Heide              | Dahme-Spreewald            |
| Klein Loitz               |                      | Felixsee                     | Spree-Neiße                |
| Klein Marzehns            |                      | Rabenstein/Fläming           | Potsdam-Mittelmark         |
| Klein Muckrow             |                      | Friedland                    | Oder-Spree                 |
| Klein Radden              | Radyńc               | Lübbenau/Spreewald           | Oberspreewald-Lausitz      |
| Klein Schauen             |                      | Storkow (Mark)               | Oder-Spree                 |
| Klein Schulzendorf        |                      | Trebbin                      | Teltow-Fläming             |
| Klein Ziethen             |                      | Ziethen                      | Barnim                     |
| Kleinbahren               |                      | Sonnewalde                   | Elbe-Elster                |
| Kleinbeeren               |                      | Großbeeren                   | Teltow-Fläming             |
| Kleinkrausnik             |                      | Sonnewalde                   | Elbe-Elster                |
| Kleinleipisch             |                      | Lauchhammer                  | Oberspreewald-Lausitz      |
| Klein-Mutz                |                      | Zehdenick                    | Oberhavel                  |
| Kleinow                   |                      | Plattenburg                  | Prignitz                   |
| Kleinzerlang              |                      | Rheinsberg                   | Ostprignitz-Ruppin         |
| Klepzig                   |                      | Wiesenburg/Mark              | Potsdam-Mittelmark         |
| Kleßen                    |                      | Kleßen-Görne                 | Havelland                  |
| Klettwitz                 |                      | Schipkau                     | Oberspreewald-Lausitz      |
| Kletzke                   |                      | Plattenburg                  | Prignitz                   |
| Klevesche Häuser          |                      | Löwenberger Land             | Oberhavel                  |
| Kliestow                  |                      | Frankfurt (Oder)             | Frankfurt (Oder)           |
| Kliestow                  |                      | Trebbin                      | Teltow-Fläming             |
| Klinkow                   |                      | Prenzlau                     | Uckermark                  |
| Kloster Zinna             |                      | Jüterbog                     | Teltow-Fläming             |
| Klosterdorf               |                      | Oberbarnim                   | Märkisch-Oderland          |
| Klosterfelde              |                      | Wandlitz                     | Barnim                     |
| Klosterheide              |                      | Lindow (Mark)                | Ostprignitz-Ruppin         |
| Klosterwalde              |                      | Templin                      | Uckermark                  |
| Knippelsdorf              |                      | Schönewalde                  | Elbe-Elster                |
| Kobbeln                   |                      | Neuzelle                     | Oder-Spree                 |
| Kohlsdorf                 |                      | Beeskow                      | Oder-Spree                 |
| Kolberg                   |                      | Heidesee                     | Dahme-Spreewald            |
| Kolkwitz                  | Gołkojce             | Kolkwitz                     | Spree-Neiße                |
| Kolochau                  |                      | Kremitzaue                   | Elbe-Elster                |
| Kolpin                    |                      | Reichenwalde                 | Oder-Spree                 |
| Kolrep                    |                      | Gumtow                       | Prignitz                   |
| Kölsa                     |                      | Falkenberg/Elster            | Elbe-Elster                |
| Kolzenburg                |                      | Luckenwalde                  | Teltow-Fläming             |
| Komptendorf               |                      | Neuhausen/Spree              | Spree-Neiße                |
| Königs Wusterhausen       |                      | Königs Wusterhausen          | Dahme-Spreewald            |
| Königsberg                |                      | Heiligengrabe                | Ostprignitz-Ruppin         |
| Königshorst               |                      | Fehrbellin                   | Ostprignitz-Ruppin         |
| Köpernitz                 |                      | Ziesar                       | Potsdam-Mittelmark         |
| Koppatz                   |                      | Neuhausen/Spree              | Spree-Neiße                |
| Körba                     |                      | Lebusa                       | Elbe-Elster                |
| Körbitz                   |                      | Niederer Fläming             | Teltow-Fläming             |
| Kosilenzien               |                      | Bad Liebenwerda              | Elbe-Elster                |
| Koßdorf                   |                      | Mühlberg/Elbe                | Elbe-Elster                |
| Kossenblatt               |                      | Tauche                       | Oder-Spree                 |
| Kossin                    |                      | Niederer Fläming             | Teltow-Fläming             |
| Koßwig                    | Kósojce              | Vetschau/Spreewald           | Oberspreewald-Lausitz      |
| Kostebrau                 |                      | Lauchhammer                  | Oberspreewald-Lausitz      |
| Kotzen                    |                      | Kotzen                       | Havelland                  |
| Kötzlin                   |                      | Kyritz                       | Ostprignitz-Ruppin         |
| Kraatz                    |                      | Gransee                      | Oberhavel                  |
| Kraatz                    |                      | Nordwestuckermark            | Uckermark                  |
| Krahne                    |                      | Kloster Lehnin               | Potsdam-Mittelmark         |
| Krampfer                  |                      | Plattenburg                  | Prignitz                   |
| Kranepuhl                 |                      | Planetal                     | Potsdam-Mittelmark         |
| Krangen                   |                      | Neuruppin                    | Ostprignitz-Ruppin         |
| Kränzlin                  |                      | Märkisch Linden              | Ostprignitz-Ruppin         |
| Kraupa                    |                      | Elsterwerda                  | Elbe-Elster                |
| Krausnick                 |                      | Krausnick-Groß Wasserburg    | Dahme-Spreewald            |
| Krayne                    |                      | Schenkendöbern               | Spree-Neiße                |
| Kreblitz                  |                      | Luckau                       | Dahme-Spreewald            |
| Kremmen                   |                      | Kremmen                      | Oberhavel                  |
| Krempendorf               |                      | Marienfließ                  | Prignitz                   |
| Kreuzbruch                |                      | Liebenwalde                  | Oberhavel                  |
| Krewelin                  |                      | Zehdenick                    | Oberhavel                  |
| Kribbe                    |                      | Karstädt                     | Prignitz                   |
| Kriele                    |                      | Kotzen                       | Havelland                  |
| Krielow                   |                      | Groß Kreutz (Havel)          | Potsdam-Mittelmark         |
| Krieschow                 | Kśišow               | Kolkwitz                     | Spree-Neiße                |
| Krimnitz                  | Kśimnice             | Lübbenau/Spreewald           | Oberspreewald-Lausitz      |
| Kröbeln                   |                      | Bad Liebenwerda              | Elbe-Elster                |
| Krugau                    |                      | Märkische Heide              | Dahme-Spreewald            |
| Kruge/Gersdorf            |                      | Falkenberg                   | Märkisch-Oderland          |
| Krügersdorf               |                      | Beeskow                      | Oder-Spree                 |
| Krummensee                |                      | Werneuchen                   | Barnim                     |
| Küdow-Lüchfeld            |                      | Temnitztal                   | Ostprignitz-Ruppin         |
| Kuhbier                   |                      | Groß Pankow (Prignitz)       | Prignitz                   |
| Kuhlowitz                 |                      | Bad Belzig                   | Potsdam-Mittelmark         |
| Kuhsdorf                  |                      | Groß Pankow (Prignitz)       | Prignitz                   |
| Kummerow                  |                      | Friedland                    | Oder-Spree                 |
| Kummerow                  |                      | Schwedt/Oder                 | Uckermark                  |
| Kummersdorf               |                      | Storkow (Mark)               | Oder-Spree                 |
| Kummersdorf-Alexanderdorf |                      | Am Mellensee                 | Teltow-Fläming             |
| Kummersdorf-Gut           |                      | Am Mellensee                 | Teltow-Fläming             |
| Kümmritz                  |                      | Luckau                       | Dahme-Spreewald            |
| Kunersdorf                |                      | Bliesdorf                    | Märkisch-Oderland          |
| Kunersdorf                | Kósobuz              | Kolkwitz                     | Spree-Neiße                |
| Kunow                     |                      | Gumtow                       | Prignitz                   |
| Kunow                     |                      | Schwedt/Oder                 | Uckermark                  |
| Kurtschlag                |                      | Zehdenick                    | Oberhavel                  |
| Kurzlipsdorf              |                      | Niedergörsdorf               | Teltow-Fläming             |
| Kuschkow                  |                      | Märkische Heide              | Dahme-Spreewald            |
| Küstrin-Kietz             |                      | Küstriner Vorland            | Märkisch-Oderland          |
| Laaske                    |                      | Putlitz                      | Prignitz                   |
| Laaslich                  |                      | Karstädt                     | Prignitz                   |
| Laasow                    | Łaz                  | Spreewaldheide               | Dahme-Spreewald            |
| Laasow                    | Łaz                  | Vetschau/Spreewald           | Oberspreewald-Lausitz      |
| Ladeburg                  |                      | Bernau bei Berlin            | Barnim                     |
| Lamsfeld-Groß Liebitz     |                      | Schwielochsee                | Dahme-Spreewald            |
| Landin                    |                      | Kotzen                       | Havelland                  |
| Landin                    |                      | Schwedt/Oder                 | Uckermark                  |
| Langen                    |                      | Fehrbellin                   | Ostprignitz-Ruppin         |
| Langengrassau             |                      | Heideblick                   | Dahme-Spreewald            |
| Langenlipsdorf            |                      | Niedergörsdorf               | Teltow-Fläming             |
| Langennaundorf            |                      | Uebigau-Wahrenbrück          | Elbe-Elster                |
| Langenrieth               |                      | Bad Liebenwerda              | Elbe-Elster                |
| Langerwisch               |                      | Michendorf                   | Potsdam-Mittelmark         |
| Lanke                     |                      | Wandlitz                     | Barnim                     |
| Läsikow                   |                      | Wusterhausen/Dosse           | Ostprignitz-Ruppin         |
| Laubsdorf                 |                      | Neuhausen/Spree              | Spree-Neiße                |
| Laubst                    | Lubošc               | Drebkau                      | Spree-Neiße                |
| Lauschütz                 |                      | Schenkendöbern               | Spree-Neiße                |
| Lausitz                   |                      | Bad Liebenwerda              | Elbe-Elster                |
| Lebusa                    |                      | Lebusa                       | Elbe-Elster                |
| Leeskow                   |                      | Jamlitz                      | Dahme-Spreewald            |
| Lehde                     | Lědy                 | Lübbenau/Spreewald           | Oberspreewald-Lausitz      |
| Lehnin                    |                      | Kloster Lehnin               | Potsdam-Mittelmark         |
| Lehnitz                   |                      | Oranienburg                  | Oberhavel                  |
| Lehnsdorf                 |                      | Wiesenburg/Mark              | Potsdam-Mittelmark         |
| Leibchel                  |                      | Märkische Heide              | Dahme-Spreewald            |
| Leibsch                   |                      | Unterspreewald               | Dahme-Spreewald            |
| Leipe                     | Lipje                | Lübbenau/Spreewald           | Oberspreewald-Lausitz      |
| Leißnitz                  |                      | Friedland                    | Oder-Spree                 |
| Lellichow                 |                      | Kyritz                       | Ostprignitz-Ruppin         |
| Lentzke                   |                      | Fehrbellin                   | Ostprignitz-Ruppin         |
| Letschin                  |                      | Letschin                     | Märkisch-Oderland          |
| Leuenberg                 |                      | Höhenland                    | Märkisch-Oderland          |
| Leuthen                   | Lutol                | Drebkau                      | Spree-Neiße                |
| Libbenichen               |                      | Lindendorf                   | Märkisch-Oderland          |
| Lichtena                  |                      | Doberlug-Kirchhain           | Elbe-Elster                |
| Lichtenberg               |                      | Frankfurt (Oder)             | Frankfurt (Oder)           |
| Lichtenberg               |                      | Neuruppin                    | Ostprignitz-Ruppin         |
| Lichtenow                 |                      | Rüdersdorf bei Berlin        | Märkisch-Oderland          |
| Lichterfeld               |                      | Lichterfeld-Schacksdorf      | Elbe-Elster                |
| Lichterfelde              |                      | Niederer Fläming             | Teltow-Fläming             |
| Lichterfelde              |                      | Schorfheide                  | Barnim                     |
| Liebätz                   |                      | Nuthe-Urstromtal             | Teltow-Fläming             |
| Liebenberg                |                      | Löwenberger Land             | Oberhavel                  |
| Liebenthal                |                      | Heiligengrabe                | Ostprignitz-Ruppin         |
| Liebenthal                |                      | Liebenwalde                  | Oberhavel                  |
| Liebenwalde               |                      | Liebenwalde                  | Oberhavel                  |
| Liepe                     |                      | Nennhausen                   | Havelland                  |
| Lieskau                   |                      | Lichterfeld-Schacksdorf      | Elbe-Elster                |
| Lieskau                   | Lěsk                 | Spremberg                    | Spree-Neiße                |
| Ließen                    |                      | Baruth/Mark                  | Teltow-Fläming             |
| Lietzow                   |                      | Nauen                        | Havelland                  |
| Limberg                   | Limbark              | Kolkwitz                     | Spree-Neiße                |
| Limsdorf                  |                      | Storkow (Mark)               | Oder-Spree                 |
| Lindchen                  | Lindow               | Neu-Seeland                  | Oberspreewald-Lausitz      |
| Linde                     |                      | Löwenberger Land             | Oberhavel                  |
| Lindena                   |                      | Schönborn                    | Elbe-Elster                |
| Lindenberg                |                      | Ahrensfelde                  | Barnim                     |
| Lindenberg                |                      | Groß Pankow (Prignitz)       | Prignitz                   |
| Lindenberg                |                      | Tauche                       | Oder-Spree                 |
| Lindenberg                |                      | Wittenberge                  | Prignitz                   |
| Lindenbrück               |                      | Zossen                       | Teltow-Fläming             |
| Lindow                    |                      | Friedland                    | Oder-Spree                 |
| Lindow                    |                      | Niedergörsdorf               | Teltow-Fläming             |
| Lindthal                  |                      | Massen-Niederlausitz         | Elbe-Elster                |
| Linow                     |                      | Rheinsberg                   | Ostprignitz-Ruppin         |
| Linthe                    |                      | Linthe                       | Potsdam-Mittelmark         |
| Linum                     |                      | Fehrbellin                   | Ostprignitz-Ruppin         |
| Lipten                    |                      | Bronkow                      | Oberspreewald-Lausitz      |
| Lobbese                   |                      | Treuenbrietzen               | Potsdam-Mittelmark         |
| Lobetal                   |                      | Bernau bei Berlin            | Barnim                     |
| Lockstädt                 |                      | Putlitz                      | Prignitz                   |
| Locktow                   |                      | Planetal                     | Potsdam-Mittelmark         |
| Lögow                     |                      | Wusterhausen/Dosse           | Ostprignitz-Ruppin         |
| Löhme                     |                      | Werneuchen                   | Barnim                     |
| Löhsten                   |                      | Herzberg (Elster)            | Elbe-Elster                |
| Löpten                    |                      | Groß Köris                   | Dahme-Spreewald            |
| Lossow                    |                      | Frankfurt (Oder)             | Frankfurt (Oder)           |
| Löwenberg                 |                      | Löwenberger Land             | Oberhavel                  |
| Löwenbruch                |                      | Ludwigsfelde                 | Teltow-Fläming             |
| Löwendorf                 |                      | Trebbin                      | Teltow-Fläming             |
| Lübbenow                  |                      | Uckerland                    | Uckermark                  |
| Lübbinchen                |                      | Schenkendöbern               | Spree-Neiße                |
| Lübnitz                   |                      | Bad Belzig                   | Potsdam-Mittelmark         |
| Lubochow                  | Lubochow             | Neu-Seeland                  | Oberspreewald-Lausitz      |
| Lubolz                    | Lubolce              | Lübben (Spreewald)           | Dahme-Spreewald            |
| Lübzow                    |                      | Perleberg                    | Prignitz                   |
| Luckow-Petershagen        |                      | Casekow                      | Uckermark                  |
| Lüdersdorf                |                      | Parsteinsee                  | Barnim                     |
| Lüdersdorf                |                      | Trebbin                      | Teltow-Fläming             |
| Lüdersdorf                |                      | Wriezen                      | Märkisch-Oderland          |
| Ludwigsburg               |                      | Schenkenberg                 | Uckermark                  |
| Lug                       |                      | Bronkow                      | Oberspreewald-Lausitz      |
| Lugau                     |                      | Doberlug-Kirchhain           | Elbe-Elster                |
| Luhme                     |                      | Rheinsberg                   | Ostprignitz-Ruppin         |
| Lühsdorf                  |                      | Treuenbrietzen               | Potsdam-Mittelmark         |
| Lunow                     |                      | Lunow-Stolzenhagen           | Barnim                     |
| Lünow                     |                      | Roskow                       | Potsdam-Mittelmark         |
| Lüsse                     |                      | Bad Belzig                   | Potsdam-Mittelmark         |
| Lütjenheide               |                      | Wittenberge                  | Prignitz                   |
| Lütkendorf                |                      | Putlitz                      | Prignitz                   |
| Lütte                     |                      | Bad Belzig                   | Potsdam-Mittelmark         |
| Lützlow                   |                      | Gramzow                      | Uckermark                  |
| Lynow                     |                      | Nuthe-Urstromtal             | Teltow-Fläming             |
| Maasdorf                  |                      | Bad Liebenwerda              | Elbe-Elster                |
| Mädewitz                  |                      | Oderaue                      | Märkisch-Oderland          |
| Madlow                    | Módłej               | Cottbus                      | Cottbus                    |
| Mahdel                    |                      | Herzberg (Elster)            | Elbe-Elster                |
| Mahlenzien                |                      | Brandenburg an der Havel     | Brandenburg an der Havel   |
| Mahlow                    |                      | Blankenfelde-Mahlow          | Teltow-Fläming             |
| Mahlsdorf                 |                      | Golßen                       | Dahme-Spreewald            |
| Malitschkendorf           |                      | Kremitzaue                   | Elbe-Elster                |
| Mallnow                   |                      | Lebus                        | Märkisch-Oderland          |
| Malterhausen              |                      | Niedergörsdorf               | Teltow-Fläming             |
| Malz                      |                      | Oranienburg                  | Oberhavel                  |
| Manker                    |                      | Fehrbellin                   | Ostprignitz-Ruppin         |
| Mankmuß                   |                      | Karstädt                     | Prignitz                   |
| Manschnow                 |                      | Küstriner Vorland            | Märkisch-Oderland          |
| Mansfeld                  |                      | Putlitz                      | Prignitz                   |
| Margaretenhof             |                      | Gransee                      | Oberhavel                  |
| Marienthal                |                      | Zehdenick                    | Oberhavel                  |
| Marienwerder              |                      | Marienwerder                 | Barnim                     |
| Markee                    |                      | Nauen                        | Havelland                  |
| Markendorf                |                      | Frankfurt (Oder)             | Frankfurt (Oder)           |
| Markendorf                |                      | Jüterbog                     | Teltow-Fläming             |
| Markendorf-Siedlung       |                      | Frankfurt (Oder)             | Frankfurt (Oder)           |
| Markgrafpieske            |                      | Spreenhagen                  | Oder-Spree                 |
| Märkisch Wilmersdorf      |                      | Trebbin                      | Teltow-Fläming             |
| Marquardt                 |                      | Potsdam                      | Potsdam                    |
| Märtensmühle              |                      | Nuthe-Urstromtal             | Teltow-Fläming             |
| Martinskirchen            |                      | Mühlberg/Elbe                | Elbe-Elster                |
| Marwitz                   |                      | Oberkrämer                   | Oberhavel                  |
| Marxdorf                  |                      | Uebigau-Wahrenbrück          | Elbe-Elster                |
| Marxdorf                  |                      | Vierlinden                   | Märkisch-Oderland          |
| Marzahna                  |                      | Treuenbrietzen               | Potsdam-Mittelmark         |
| Marzahne                  |                      | Havelsee                     | Potsdam-Mittelmark         |
| Massen                    |                      | Massen-Niederlausitz         | Elbe-Elster                |
| Mattendorf                | Matyjojce            | Wiesengrund                  | Spree-Neiße                |
| Maulbeerwalde             |                      | Heiligengrabe                | Ostprignitz-Ruppin         |
| Maust                     | Hus                  | Teichland                    | Spree-Neiße                |
| Mechow                    |                      | Kyritz                       | Ostprignitz-Ruppin         |
| Medewitz                  |                      | Wiesenburg/Mark              | Potsdam-Mittelmark         |
| Mehlsdorf                 |                      | Ihlow                        | Teltow-Fläming             |
| Mehrow                    |                      | Ahrensfelde                  | Barnim                     |
| Meichow                   |                      | Gramzow                      | Uckermark                  |
| Meinsdorf                 |                      | Niederer Fläming             | Teltow-Fläming             |
| Melchow                   |                      | Melchow                      | Barnim                     |
| Mellensee                 |                      | Am Mellensee                 | Teltow-Fläming             |
| Mellnsdorf                |                      | Niedergörsdorf               | Teltow-Fläming             |
| Menz                      |                      | Stechlin                     | Oberhavel                  |
| Mertensdorf               |                      | Triglitz                     | Prignitz                   |
| Merzdorf                  |                      | Baruth/Mark                  | Teltow-Fläming             |
| Merzdorf                  | Žylowk               | Cottbus                      | Cottbus                    |
| Mescherin                 |                      | Mescherin                    | Uckermark                  |
| Meseberg                  |                      | Gransee                      | Oberhavel                  |
| Mesendorf                 |                      | Pritzwalk                    | Prignitz                   |
| Metzdorf                  |                      | Bliesdorf                    | Märkisch-Oderland          |
| Metzelthin                |                      | Wusterhausen/Dosse           | Ostprignitz-Ruppin         |
| Meuro                     |                      | Schipkau                     | Oberspreewald-Lausitz      |
| Michelsdorf               |                      | Kloster Lehnin               | Potsdam-Mittelmark         |
| Michendorf                |                      | Michendorf                   | Potsdam-Mittelmark         |
| Mietgendorf               |                      | Ludwigsfelde                 | Teltow-Fläming             |
| Mildenberg                |                      | Zehdenick                    | Oberhavel                  |
| Milkersdorf               | Górnej               | Kolkwitz                     | Spree-Neiße                |
| Milow                     |                      | Milower Land                 | Havelland                  |
| Milow                     |                      | Uckerland                    | Uckermark                  |
| Missen                    | Pšyne                | Vetschau/Spreewald           | Oberspreewald-Lausitz      |
| Mitte                     | Srjejź               | Cottbus                      | Cottbus                    |
| Mittenwalde               |                      | Mittenwalde                  | Dahme-Spreewald            |
| Mittweide                 |                      | Tauche                       | Oder-Spree                 |
| Mlode                     | Młoźe                | Calau                        | Oberspreewald-Lausitz      |
| Möbiskruge                |                      | Neuzelle                     | Oder-Spree                 |
| Mochow                    |                      | Schwielochsee                | Dahme-Spreewald            |
| Mögelin                   |                      | Premnitz                     | Havelland                  |
| Möglenz                   |                      | Bad Liebenwerda              | Elbe-Elster                |
| Möglin                    |                      | Reichenow-Möglin             | Märkisch-Oderland          |
| Molchow                   |                      | Neuruppin                    | Ostprignitz-Ruppin         |
| Molkenberg                |                      | Fürstenwalde/Spree           | Oder-Spree                 |
| Möllendorf                |                      | Sonnewalde                   | Elbe-Elster                |
| Mönchwinkel               |                      | Grünheide (Mark)             | Oder-Spree                 |
| Mörz                      |                      | Planetal                     | Potsdam-Mittelmark         |
| Möthlitz                  |                      | Milower Land                 | Havelland                  |
| Möthlow                   |                      | Märkisch Luch                | Havelland                  |
| Motzen                    |                      | Mittenwalde                  | Dahme-Spreewald            |
| Mückendorf                |                      | Baruth/Mark                  | Teltow-Fläming             |
| Muckwar                   |                      | Luckaitztal                  | Oberspreewald-Lausitz      |
| Mühlberg/Elbe             |                      | Mühlberg/Elbe                | Elbe-Elster                |
| Mühlenbeck                |                      | Mühlenbecker Land            | Oberhavel                  |
| Mulknitz                  | Małksa               | Forst (Lausitz)              | Spree-Neiße                |
| Müncheberg                |                      | Müncheberg                   | Märkisch-Oderland          |
| Münchehofe                |                      | Hoppegarten                  | Märkisch-Oderland          |
| Münchehofe                |                      | Müncheberg                   | Märkisch-Oderland          |
| München                   |                      | Uebigau-Wahrenbrück          | Elbe-Elster                |
| Münchhausen-Ossak         |                      | Sonnewalde                   | Elbe-Elster                |
| Mürow                     |                      | Angermünde                   | Uckermark                  |
| Müschen                   | Myšyn                | Burg (Spreewald)             | Spree-Neiße                |
| Mützdorf                  |                      | Wiesenburg/Mark              | Potsdam-Mittelmark         |
| Mützlitz                  |                      | Nennhausen                   | Havelland                  |
| Nächst Neuendorf          |                      | Zossen                       | Teltow-Fläming             |
| Nackel                    |                      | Wusterhausen/Dosse           | Ostprignitz-Ruppin         |
| Nahmitz                   |                      | Kloster Lehnin               | Potsdam-Mittelmark         |
| Nassenheide               |                      | Löwenberger Land             | Oberhavel                  |
| Naugarten                 |                      | Nordwestuckermark            | Uckermark                  |
| Naundorf                  |                      | Fichtwald                    | Elbe-Elster                |
| Naundorf                  | Glinsk               | Forst (Lausitz)              | Spree-Neiße                |
| Naundorf                  | Njabožkojce          | Vetschau/Spreewald           | Oberspreewald-Lausitz      |
| Nebelin                   |                      | Karstädt                     | Prignitz                   |
| Nechlin                   |                      | Uckerland                    | Uckermark                  |
| Neschholz                 |                      | Bad Belzig                   | Potsdam-Mittelmark         |
| Nettelbeck                |                      | Putlitz                      | Prignitz                   |
| Nettgendorf               |                      | Nuthe-Urstromtal             | Teltow-Fläming             |
| Netzeband                 |                      | Temnitzquell                 | Ostprignitz-Ruppin         |
| Netzen                    |                      | Kloster Lehnin               | Potsdam-Mittelmark         |
| Netzow                    |                      | Plattenburg                  | Prignitz                   |
| Neu Fahrland              |                      | Potsdam                      | Potsdam                    |
| Neu Golm                  |                      | Bad Saarow                   | Oder-Spree                 |
| Neu Lübbenau              |                      | Unterspreewald               | Dahme-Spreewald            |
| Neu Mahlisch              |                      | Lindendorf                   | Märkisch-Oderland          |
| Neu Zittau                |                      | Gosen-Neu Zittau             | Oder-Spree                 |
| Neubarnim                 |                      | Letschin                     | Märkisch-Oderland          |
| Neubensdorf               |                      | Bensdorf                     | Potsdam-Mittelmark         |
| Neubrück                  |                      | Rietz-Neuendorf              | Oder-Spree                 |
| Neuburxdorf               |                      | Bad Liebenwerda              | Elbe-Elster                |
| Neudeck                   |                      | Uebigau-Wahrenbrück          | Elbe-Elster                |
| Neuehütte                 |                      | Chorin                       | Barnim                     |
| Neuehütten                |                      | Wiesenburg/Mark              | Potsdam-Mittelmark         |
| Neuendorf                 |                      | Beeskow                      | Oder-Spree                 |
| Neuendorf                 |                      | Brück                        | Potsdam-Mittelmark         |
| Neuendorf                 |                      | Löwenberger Land             | Oberhavel                  |
| Neuendorf                 | Nowa Wjas            | Lübben (Spreewald)           | Dahme-Spreewald            |
| Neuendorf                 | Nowa Wjas            | Teichland                    | Spree-Neiße                |
| Neuendorf                 |                      | Teupitz                      | Dahme-Spreewald            |
| Neuendorf am See          |                      | Unterspreewald               | Dahme-Spreewald            |
| Neuendorf im Sande        |                      | Steinhöfel                   | Oder-Spree                 |
| Neuenhagen                |                      | Bad Freienwalde (Oder)       | Märkisch-Oderland          |
| Neuentempel               |                      | Vierlinden                   | Märkisch-Oderland          |
| Neuglobsow                |                      | Stechlin                     | Oberhavel                  |
| Neugrimnitz               |                      | Althüttendorf                | Barnim                     |
| Neuhäsen                  |                      | Löwenberger Land             | Oberhavel                  |
| Neuhausen                 |                      | Neuhausen/Spree              | Spree-Neiße                |
| Neuheim                   |                      | Jüterbog                     | Teltow-Fläming             |
| Neuhof                    |                      | Jüterbog                     | Teltow-Fläming             |
| Neuholland                |                      | Liebenwalde                  | Oberhavel                  |
| Neukammer                 |                      | Nauen                        | Havelland                  |
| Neukünkendorf             |                      | Angermünde                   | Uckermark                  |
| Neuküstrinchen            |                      | Oderaue                      | Märkisch-Oderland          |
| Neulewin                  |                      | Neulewin                     | Märkisch-Oderland          |
| Neulietzegöricke          |                      | Neulewin                     | Märkisch-Oderland          |
| Neulögow                  |                      | Gransee                      | Oberhavel                  |
| Neulöwenberg              |                      | Löwenberger Land             | Oberhavel                  |
| Neulüdersdorf             |                      | Gransee                      | Oberhavel                  |
| Neureetz                  |                      | Oderaue                      | Märkisch-Oderland          |
| Neurochlitz               |                      | Mescherin                    | Uckermark                  |
| Neuroofen                 |                      | Stechlin                     | Oberhavel                  |
| Neurüdnitz                |                      | Oderaue                      | Märkisch-Oderland          |
| Neuseddin                 |                      | Seddiner See                 | Potsdam-Mittelmark         |
| Neutrebbin                |                      | Neutrebbin                   | Märkisch-Oderland          |
| Neu-Vehlefanz             |                      | Oberkrämer                   | Oberhavel                  |
| Neuzelle                  |                      | Neuzelle                     | Oder-Spree                 |
| Nexdorf                   |                      | Doberlug-Kirchhain           | Elbe-Elster                |
| Nichel                    |                      | Mühlenfließ                  | Potsdam-Mittelmark         |
| Niebel                    |                      | Treuenbrietzen               | Potsdam-Mittelmark         |
| Niebelhorst               |                      | Treuenbrietzen               | Potsdam-Mittelmark         |
| Niebendorf-Heinsdorf      |                      | Dahme/Mark                   | Teltow-Fläming             |
| Niedergörsdorf            |                      | Niedergörsdorf               | Teltow-Fläming             |
| Niederjesar               |                      | Fichtenhöhe                  | Märkisch-Oderland          |
| Niederlehme               |                      | Königs Wusterhausen          | Dahme-Spreewald            |
| Niederwerbig              |                      | Mühlenfließ                  | Potsdam-Mittelmark         |
| Niemerlang                |                      | Wittstock/Dosse              | Ostprignitz-Ruppin         |
| Niemtsch                  | Němješk              | Senftenberg                  | Oberspreewald-Lausitz      |
| Niendorf                  |                      | Ihlow                        | Teltow-Fläming             |
| Nietwerder                |                      | Neuruppin                    | Ostprignitz-Ruppin         |
| Niewisch                  |                      | Friedland                    | Oder-Spree                 |
| Niewitz                   |                      | Bersteland                   | Dahme-Spreewald            |
| Nitzahn                   |                      | Milower Land                 | Havelland                  |
| Nonnendorf                |                      | Niederer Fläming             | Teltow-Fläming             |
| Nudow                     |                      | Nuthetal                     | Potsdam-Mittelmark         |
| Nunsdorf                  |                      | Zossen                       | Teltow-Fläming             |
| Oberjünne                 |                      | Planebruch                   | Potsdam-Mittelmark         |
| Obersdorf                 |                      | Müncheberg                   | Märkisch-Oderland          |
| Oderin                    |                      | Halbe                        | Dahme-Spreewald            |
| Oegeln                    |                      | Beeskow                      | Oder-Spree                 |
| Oehna                     |                      | Niedergörsdorf               | Teltow-Fläming             |
| Oelsig                    |                      | Schlieben                    | Elbe-Elster                |
| Ogrosen                   | Hogrozna             | Vetschau/Spreewald           | Oberspreewald-Lausitz      |
| Oppelhain                 |                      | Rückersdorf                  | Elbe-Elster                |
| Ortwig                    |                      | Letschin                     | Märkisch-Oderland          |
| Oschätzchen               |                      | Bad Liebenwerda              | Elbe-Elster                |
| Ossendorf                 |                      | Neuzelle                     | Oder-Spree                 |
| Osteroda                  |                      | Herzberg (Elster)            | Elbe-Elster                |
| Paaren im Glien           |                      | Schönwalde-Glien             | Havelland                  |
| Pahlsdorf                 |                      | Sonnewalde                   | Elbe-Elster                |
| Papenbruch                |                      | Heiligengrabe                | Ostprignitz-Ruppin         |
| Papitz                    | Popojce              | Kolkwitz                     | Spree-Neiße                |
| Paplitz                   |                      | Baruth/Mark                  | Teltow-Fläming             |
| Paretz                    |                      | Ketzin/Havel                 | Havelland                  |
| Parey                     |                      | Havelaue                     | Havelland                  |
| Parlow-Glambeck           |                      | Friedrichswalde              | Barnim                     |
| Parstein                  |                      | Parsteinsee                  | Barnim                     |
| Paserin                   |                      | Luckau                       | Dahme-Spreewald            |
| Passow                    |                      | Schwedt/Oder                 | Uckermark                  |
| Pätz                      |                      | Bestensee                    | Dahme-Spreewald            |
| Pausin                    |                      | Schönwalde-Glien             | Havelland                  |
| Pechhütte                 |                      | Finsterwalde                 | Elbe-Elster                |
| Peickwitz                 |                      | Senftenberg                  | Oberspreewald-Lausitz      |
| Perwenitz                 |                      | Schönwalde-Glien             | Havelland                  |
| Petersdorf                |                      | Bad Saarow                   | Oder-Spree                 |
| Petersdorf                |                      | Jacobsdorf                   | Oder-Spree                 |
| Petershagen               |                      | Petershagen/Eggersdorf       | Märkisch-Oderland          |
| Petershagen               |                      | Zeschdorf                    | Märkisch-Oderland          |
| Petkus                    |                      | Baruth/Mark                  | Teltow-Fläming             |
| Petznick                  |                      | Templin                      | Uckermark                  |
| Petzow                    |                      | Werder (Havel)               | Potsdam-Mittelmark         |
| Pfaffendorf               |                      | Rietz-Neuendorf              | Oder-Spree                 |
| Philadelphia              |                      | Storkow (Mark)               | Oder-Spree                 |
| Philippsthal              |                      | Nuthetal                     | Potsdam-Mittelmark         |
| Phöben                    |                      | Werder (Havel)               | Potsdam-Mittelmark         |
| Pieskow                   |                      | Friedland                    | Oder-Spree                 |
| Pießig                    |                      | Sonnewalde                   | Elbe-Elster                |
| Pillgram                  |                      | Jacobsdorf                   | Oder-Spree                 |
| Pinnow                    |                      | Schenkendöbern               | Spree-Neiße                |
| Pitschen-Pickel           |                      | Heideblick                   | Dahme-Spreewald            |
| Plänitz-Leddin            |                      | Neustadt (Dosse)             | Ostprignitz-Ruppin         |
| Platkow                   |                      | Gusow-Platkow                | Märkisch-Oderland          |
| Plattkow                  |                      | Märkische Heide              | Dahme-Spreewald            |
| Plaue                     |                      | Brandenburg an der Havel     | Brandenburg an der Havel   |
| Plötzin                   |                      | Werder (Havel)               | Potsdam-Mittelmark         |
| Pohlitz                   |                      | Siehdichum                   | Oder-Spree                 |
| Polßen                    |                      | Gramzow                      | Uckermark                  |
| Polzen                    |                      | Kremitzaue                   | Elbe-Elster                |
| Ponnsdorf                 |                      | Massen-Niederlausitz         | Elbe-Elster                |
| Porep                     |                      | Putlitz                      | Prignitz                   |
| Potzlow                   |                      | Oberuckersee                 | Uckermark                  |
| Prädikow                  |                      | Prötzel                      | Märkisch-Oderland          |
| Preddöhl                  |                      | Kümmernitztal                | Prignitz                   |
| Preilack                  | Pśiłuk               | Turnow-Preilack              | Spree-Neiße                |
| Premslin                  |                      | Karstädt                     | Prignitz                   |
| Prenden                   |                      | Wandlitz                     | Barnim                     |
| Prensdorf                 |                      | Dahmetal                     | Teltow-Fläming             |
| Preschen                  |                      | Neiße-Malxetal               | Spree-Neiße                |
| Prestewitz                |                      | Uebigau-Wahrenbrück          | Elbe-Elster                |
| Pretschen                 | Mrocna               | Märkische Heide              | Dahme-Spreewald            |
| Prieros                   |                      | Heidesee                     | Dahme-Spreewald            |
| Prieschka                 |                      | Bad Liebenwerda              | Elbe-Elster                |
| Prießen                   |                      | Doberlug-Kirchhain           | Elbe-Elster                |
| Priort                    |                      | Wustermark                   | Havelland                  |
| Pritzerbe                 |                      | Havelsee                     | Potsdam-Mittelmark         |
| Proschim                  | Prožym               | Welzow                       | Spree-Neiße                |
| Prösen                    |                      | Röderland                    | Elbe-Elster                |
| Proßmarke                 |                      | Hohenbucko                   | Elbe-Elster                |
| Pröttlin                  |                      | Karstädt                     | Prignitz                   |
| Prötzel                   |                      | Prötzel                      | Märkisch-Oderland          |
| Protzen                   |                      | Fehrbellin                   | Ostprignitz-Ruppin         |
| Prützke                   |                      | Kloster Lehnin               | Potsdam-Mittelmark         |
| Putlitz                   |                      | Putlitz                      | Prignitz                   |
| Quappendorf               |                      | Neuhardenberg                | Märkisch-Oderland          |
| Quitzow                   |                      | Perleberg                    | Prignitz                   |
| Raben                     |                      | Rabenstein/Fläming           | Potsdam-Mittelmark         |
| Raddusch                  | Raduš                | Vetschau/Spreewald           | Oberspreewald-Lausitz      |
| Radekow                   |                      | Mescherin                    | Uckermark                  |
| Rädel                     |                      | Kloster Lehnin               | Potsdam-Mittelmark         |
| Radeland                  |                      | Baruth/Mark                  | Teltow-Fläming             |
| Radensdorf                | Radom                | Lübben (Spreewald)           | Dahme-Spreewald            |
| Radensleben               |                      | Neuruppin                    | Ostprignitz-Ruppin         |
| Radewege                  |                      | Beetzsee                     | Potsdam-Mittelmark         |
| Rädigke                   |                      | Rabenstein/Fläming           | Potsdam-Mittelmark         |
| Radinkendorf              |                      | Beeskow                      | Oder-Spree                 |
| Rägelin                   |                      | Temnitzquell                 | Ostprignitz-Ruppin         |
| Ragösen                   |                      | Bad Belzig                   | Potsdam-Mittelmark         |
| Ragow                     | Rogow                | Lübbenau/Spreewald           | Oberspreewald-Lausitz      |
| Ragow                     |                      | Mittenwalde                  | Dahme-Spreewald            |
| Rahnisdorf                |                      | Herzberg (Elster)            | Elbe-Elster                |
| Ranzig                    |                      | Tauche                       | Oder-Spree                 |
| Ranzow                    |                      | Altdöbern                    | Oberspreewald-Lausitz      |
| Rathsdorf                 |                      | Wriezen                      | Märkisch-Oderland          |
| Rathstock                 |                      | Alt Tucheband                | Märkisch-Oderland          |
| Ratzdorf                  |                      | Neißemünde                   | Oder-Spree                 |
| Rauschendorf              |                      | Sonnenberg                   | Oberhavel                  |
| Reckahn                   |                      | Kloster Lehnin               | Potsdam-Mittelmark         |
| Reckenzin                 |                      | Karstädt                     | Prignitz                   |
| Reddern                   |                      | Altdöbern                    | Oberspreewald-Lausitz      |
| Reesdorf                  |                      | Beelitz                      | Potsdam-Mittelmark         |
| Reetz                     |                      | Wiesenburg/Mark              | Potsdam-Mittelmark         |
| Reetzerhütten             |                      | Wiesenburg/Mark              | Potsdam-Mittelmark         |
| Rehagen                   |                      | Am Mellensee                 | Teltow-Fläming             |
| Rehfeld                   |                      | Falkenberg/Elster            | Elbe-Elster                |
| Rehfeld                   |                      | Kyritz                       | Ostprignitz-Ruppin         |
| Reichenberg               |                      | Märkische Höhe               | Märkisch-Oderland          |
| Reichenhain               |                      | Röderland                    | Elbe-Elster                |
| Reichenow                 |                      | Reichenow-Möglin             | Märkisch-Oderland          |
| Reichenwalde              |                      | Reichenwalde                 | Oder-Spree                 |
| Reicherskreuz             |                      | Schenkendöbern               | Spree-Neiße                |
| Reichwalde                |                      | Bersteland                   | Dahme-Spreewald            |
| Reinsdorf                 |                      | Niederer Fläming             | Teltow-Fläming             |
| Reppinichen               |                      | Wiesenburg/Mark              | Potsdam-Mittelmark         |
| Repten                    | Herpna               | Vetschau/Spreewald           | Oberspreewald-Lausitz      |
| Ressen                    | Rašyn                | Neu-Seeland                  | Oberspreewald-Lausitz      |
| Ressen-Zaue               |                      | Schwielochsee                | Dahme-Spreewald            |
| Retzin                    |                      | Groß Pankow (Prignitz)       | Prignitz                   |
| Retzow                    |                      | Lychen                       | Uckermark                  |
| Reudnitz                  |                      | Friedland                    | Oder-Spree                 |
| Reuthen                   |                      | Felixsee                     | Spree-Neiße                |
| Rheinsberg                |                      | Rheinsberg                   | Ostprignitz-Ruppin         |
| Ribbeck                   |                      | Nauen                        | Havelland                  |
| Ribbeck                   |                      | Zehdenick                    | Oberhavel                  |
| Rieben                    |                      | Beelitz                      | Potsdam-Mittelmark         |
| Riedebeck                 |                      | Heideblick                   | Dahme-Spreewald            |
| Rieplos                   |                      | Storkow (Mark)               | Oder-Spree                 |
| Riesdorf                  |                      | Niederer Fläming             | Teltow-Fläming             |
| Rießen                    |                      | Siehdichum                   | Oder-Spree                 |
| Rietdorf                  |                      | Ihlow                        | Teltow-Fläming             |
| Rietz                     |                      | Kloster Lehnin               | Potsdam-Mittelmark         |
| Rietz                     |                      | Treuenbrietzen               | Potsdam-Mittelmark         |
| Rietzneuendorf            |                      | Rietzneuendorf-Staakow       | Dahme-Spreewald            |
| Ringenwalde               |                      | Märkische Höhe               | Märkisch-Oderland          |
| Rinow                     |                      | Niederer Fläming             | Teltow-Fläming             |
| Roddahn                   |                      | Neustadt (Dosse)             | Ostprignitz-Ruppin         |
| Röddelin                  |                      | Templin                      | Uckermark                  |
| Rogäsen                   |                      | Rosenau                      | Potsdam-Mittelmark         |
| Roggosen                  |                      | Neuhausen/Spree              | Spree-Neiße                |
| Rohrbeck                  |                      | Niedergörsdorf               | Teltow-Fläming             |
| Rohrlack                  |                      | Temnitztal                   | Ostprignitz-Ruppin         |
| Rönnebeck                 |                      | Sonnenberg                   | Oberhavel                  |
| Röpersdorf/Sternhagen     |                      | Nordwestuckermark            | Uckermark                  |
| Rosengarten/Pagram        |                      | Frankfurt (Oder)             | Frankfurt (Oder)           |
| Rosenhagen                |                      | Perleberg                    | Prignitz                   |
| Rosenthal                 |                      | Dahme/Mark                   | Teltow-Fläming             |
| Rosenwinkel               |                      | Heiligengrabe                | Ostprignitz-Ruppin         |
| Roskow                    |                      | Roskow                       | Potsdam-Mittelmark         |
| Rosow                     |                      | Mescherin                    | Uckermark                  |
| Rossow                    |                      | Wittstock/Dosse              | Ostprignitz-Ruppin         |
| Rothstein                 |                      | Uebigau-Wahrenbrück          | Elbe-Elster                |
| Rottstock                 |                      | Gräben                       | Potsdam-Mittelmark         |
| Rübehorst                 |                      | Großderschau                 | Havelland                  |
| Rückersdorf               |                      | Rückersdorf                  | Elbe-Elster                |
| Rüdingsdorf               |                      | Luckau                       | Dahme-Spreewald            |
| Ruhlsdorf                 |                      | Marienwerder                 | Barnim                     |
| Ruhlsdorf                 |                      | Nuthe-Urstromtal             | Teltow-Fläming             |
| Ruhlsdorf                 |                      | Teltow                       | Potsdam-Mittelmark         |
| Rutenberg                 |                      | Lychen                       | Uckermark                  |
| Saalhausen                |                      | Großräschen                  | Oberspreewald-Lausitz      |
| Saalow                    |                      | Am Mellensee                 | Teltow-Fläming             |
| Saarmund                  |                      | Nuthetal                     | Potsdam-Mittelmark         |
| Saathain                  |                      | Röderland                    | Elbe-Elster                |
| Sachsendorf               | Knorawa              | Cottbus                      | Cottbus                    |
| Sachsendorf               |                      | Lindendorf                   | Märkisch-Oderland          |
| Sachsenhausen             |                      | Oranienburg                  | Oberhavel                  |
| Sacro                     | Krje                 | Forst (Lausitz)              | Spree-Neiße                |
| Sacrow                    | Zakrjow              | Spreewaldheide               | Dahme-Spreewald            |
| Sadenbeck                 |                      | Pritzwalk                    | Prignitz                   |
| Sagast                    |                      | Putlitz                      | Prignitz                   |
| Sallgast                  |                      | Sallgast                     | Elbe-Elster                |
| Salzbrunn                 |                      | Beelitz                      | Potsdam-Mittelmark         |
| Sandkrug                  |                      | Chorin                       | Barnim                     |
| Sandow                    | Žandow               | Cottbus                      | Cottbus                    |
| Saspow                    | Zaspy                | Cottbus                      | Cottbus                    |
| Saßleben                  | Zasłomjeń            | Calau                        | Oberspreewald-Lausitz      |
| Satzkorn                  |                      | Potsdam                      | Potsdam                    |
| Sauen                     |                      | Rietz-Neuendorf              | Oder-Spree                 |
| Saxdorf                   |                      | Uebigau-Wahrenbrück          | Elbe-Elster                |
| Schacksdorf               |                      | Lichterfeld-Schacksdorf      | Elbe-Elster                |
| Schadebeuster             |                      | Wittenberge                  | Prignitz                   |
| Schadewitz                |                      | Schönborn                    | Elbe-Elster                |
| Schadow                   |                      | Friedland                    | Oder-Spree                 |
| Schäpe                    |                      | Beelitz                      | Potsdam-Mittelmark         |
| Schapow                   |                      | Nordwestuckermark            | Uckermark                  |
| Scharfenbrück             |                      | Nuthe-Urstromtal             | Teltow-Fläming             |
| Schenkenberg              |                      | Groß Kreutz (Havel)          | Potsdam-Mittelmark         |
| Schenkenberg              |                      | Schenkenberg                 | Uckermark                  |
| Schenkendöbern            |                      | Schenkendöbern               | Spree-Neiße                |
| Schenkendorf-Krummensee   |                      | Mittenwalde                  | Dahme-Spreewald            |
| Schenkenhorst             |                      | Stahnsdorf                   | Potsdam-Mittelmark         |
| Schernsdorf               |                      | Siehdichum                   | Oder-Spree                 |
| Schiaß                    |                      | Ludwigsfelde                 | Teltow-Fläming             |
| Schiebsdorf               |                      | Kasel-Golzig                 | Dahme-Spreewald            |
| Schiffmühle               |                      | Bad Freienwalde (Oder)       | Märkisch-Oderland          |
| Schildow                  |                      | Mühlenbecker Land            | Oberhavel                  |
| Schipkau                  |                      | Schipkau                     | Oberspreewald-Lausitz      |
| Schlabendorf am See       |                      | Luckau                       | Dahme-Spreewald            |
| Schlagsdorf               |                      | Guben                        | Spree-Neiße                |
| Schlalach                 |                      | Mühlenfließ                  | Potsdam-Mittelmark         |
| Schlamau                  |                      | Wiesenburg/Mark              | Potsdam-Mittelmark         |
| Schlenzer                 |                      | Niederer Fläming             | Teltow-Fläming             |
| Schlieben                 |                      | Schlieben                    | Elbe-Elster                |
| Schluft                   |                      | Schorfheide                  | Barnim                     |
| Schlunkendorf             |                      | Beelitz                      | Potsdam-Mittelmark         |
| Schmachtenhagen           |                      | Oranienburg                  | Oberhavel                  |
| Schmargendorf             |                      | Angermünde                   | Uckermark                  |
| Schmellwitz               | Chmjelow             | Cottbus                      | Cottbus                    |
| Schmergow                 |                      | Groß Kreutz (Havel)          | Potsdam-Mittelmark         |
| Schmerkendorf             |                      | Falkenberg/Elster            | Elbe-Elster                |
| Schmerzke                 |                      | Brandenburg an der Havel     | Brandenburg an der Havel   |
| Schmetzdorf               |                      | Milower Land                 | Havelland                  |
| Schmiedeberg              |                      | Angermünde                   | Uckermark                  |
| Schmogrow                 | Smogorjow            | Schmogrow-Fehrow             | Spree-Neiße                |
| Schmolde                  |                      | Meyenburg                    | Prignitz                   |
| Schmölln                  |                      | Randowtal                    | Uckermark                  |
| Schneeberg                |                      | Beeskow                      | Oder-Spree                 |
| Schöbendorf               |                      | Baruth/Mark                  | Teltow-Fläming             |
| Schöllnitz                |                      | Luckaitztal                  | Oberspreewald-Lausitz      |
| Schöna-Kolpien            |                      | Dahme/Mark                   | Teltow-Fläming             |
| Schönberg                 |                      | Wusterhausen/Dosse           | Ostprignitz-Ruppin         |
| Schönberg (Mark)          |                      | Lindow (Mark)                | Ostprignitz-Ruppin         |
| Schönborn                 |                      | Schönborn                    | Elbe-Elster                |
| Schönebeck                |                      | Gumtow                       | Prignitz                   |
| Schöneberg                |                      | Schwedt/Oder                 | Uckermark                  |
| Schönefeld                |                      | Niedergörsdorf               | Teltow-Fläming             |
| Schönefeld                |                      | Nuthe-Urstromtal             | Teltow-Fläming             |
| Schönefeld                |                      | Schönefeld                   | Dahme-Spreewald            |
| Schöneiche                |                      | Zossen                       | Teltow-Fläming             |
| Schönerlinde              |                      | Wandlitz                     | Barnim                     |
| Schönermark               |                      | Schwedt/Oder                 | Uckermark                  |
| Schönermark               |                      | Nordwestuckermark            | Uckermark                  |
| Schönewalde               |                      | Schönewalde                  | Elbe-Elster                |
| Schönewalde               |                      | Sonnewalde                   | Elbe-Elster                |
| Schöneweide               |                      | Nuthe-Urstromtal             | Teltow-Fläming             |
| Schönfeld                 |                      | Perleberg                    | Prignitz                   |
| Schönfeld                 |                      | Tantow                       | Uckermark                  |
| Schönfeld                 |                      | Werneuchen                   | Barnim                     |
| Schönfelde                |                      | Steinhöfel                   | Oder-Spree                 |
| Schönfließ                |                      | Eisenhüttenstadt             | Oder-Spree                 |
| Schönfließ                |                      | Lebus                        | Märkisch-Oderland          |
| Schönfließ                |                      | Mühlenbecker Land            | Oberhavel                  |
| Schönhagen                |                      | Gumtow                       | Prignitz                   |
| Schönhagen                |                      | Pritzwalk                    | Prignitz                   |
| Schönhagen                |                      | Trebbin                      | Teltow-Fläming             |
| Schönheide                | Prašyjca             | Spremberg                    | Spree-Neiße                |
| Schönhöhe                 | Šejnejda             | Tauer                        | Spree-Neiße                |
| Schönholz                 |                      | Melchow                      | Barnim                     |
| Schönholz-Neuwerder       |                      | Gollenberg                   | Havelland                  |
| Schönow                   |                      | Bernau bei Berlin            | Barnim                     |
| Schönow                   |                      | Schwedt/Oder                 | Uckermark                  |
| Schönwalde                |                      | Schönwald                    | Dahme-Spreewald            |
| Schönwalde                |                      | Wandlitz                     | Barnim                     |
| Schönwalde-Dorf           |                      | Schönwalde-Glien             | Havelland                  |
| Schönwalde-Siedlung       |                      | Schönwalde-Glien             | Havelland                  |
| Schönwerder               |                      | Prenzlau                     | Uckermark                  |
| Schorbus                  | Skjarbošc            | Drebkau                      | Spree-Neiße                |
| Schrepkow                 |                      | Gumtow                       | Prignitz                   |
| Schuhlen-Wiese            |                      | Märkische Heide              | Dahme-Spreewald            |
| Schulzendorf              |                      | Sonnenberg                   | Oberhavel                  |
| Schulzendorf              |                      | Wriezen                      | Märkisch-Oderland          |
| Schulzenhof               |                      | Stechlin                     | Oberhavel                  |
| Schünow                   |                      | Zossen                       | Teltow-Fläming             |
| Schwanebeck               |                      | Bad Belzig                   | Potsdam-Mittelmark         |
| Schwanebeck               |                      | Nauen                        | Havelland                  |
| Schwanebeck               |                      | Panketal                     | Barnim                     |
| Schwanow                  |                      | Rheinsberg                   | Ostprignitz-Ruppin         |
| Schwante                  |                      | Oberkrämer                   | Oberhavel                  |
| Schwarze Pumpe            | Carna Plumpa         | Spremberg                    | Spree-Neiße                |
| Schwarzenburg             |                      | Heideblick                   | Dahme-Spreewald            |
| Schwebendorf              |                      | Dahme/Mark                   | Teltow-Fläming             |
| Schweinrich               |                      | Wittstock/Dosse              | Ostprignitz-Ruppin         |
| Schwerin                  |                      | Storkow (Mark)               | Oder-Spree                 |
| Schwerzko                 |                      | Neuzelle                     | Oder-Spree                 |
| Sechzehneichen            |                      | Wusterhausen/Dosse           | Ostprignitz-Ruppin         |
| Seddin                    |                      | Groß Pankow (Prignitz)       | Prignitz                   |
| Seddin                    |                      | Seddiner See                 | Potsdam-Mittelmark         |
| Sedlitz                   | Sedlišćo             | Senftenberg                  | Oberspreewald-Lausitz      |
| Seebeck                   |                      | Vielitzsee                   | Ostprignitz-Ruppin         |
| Seeburg                   |                      | Dallgow-Döberitz             | Havelland                  |
| Seefeld                   |                      | Pritzwalk                    | Prignitz                   |
| Seefeld                   |                      | Werneuchen                   | Barnim                     |
| Seehausen                 |                      | Niedergörsdorf               | Teltow-Fläming             |
| Seehausen                 |                      | Oberuckersee                 | Uckermark                  |
| Seelübbe                  |                      | Prenzlau                     | Uckermark                  |
| Segeletz                  |                      | Wusterhausen/Dosse           | Ostprignitz-Ruppin         |
| Seilershof                |                      | Gransee                      | Oberhavel                  |
| Selbelang                 |                      | Paulinenaue                  | Havelland                  |
| Selchow                   |                      | Schönefeld                   | Dahme-Spreewald            |
| Selchow                   |                      | Storkow (Mark)               | Oder-Spree                 |
| Sellendorf                |                      | Steinreich                   | Dahme-Spreewald            |
| Sellessen                 | Zelezna              | Spremberg                    | Spree-Neiße                |
| Sembten                   |                      | Schenkendöbern               | Spree-Neiße                |
| Semlin                    |                      | Rathenow                     | Havelland                  |
| Senftenhütte              |                      | Chorin                       | Barnim                     |
| Senzig                    |                      | Königs Wusterhausen          | Dahme-Spreewald            |
| Senzke                    |                      | Mühlenberge                  | Havelland                  |
| Sergen                    |                      | Neuhausen/Spree              | Spree-Neiße                |
| Sernow                    |                      | Niederer Fläming             | Teltow-Fläming             |
| Serwest                   |                      | Chorin                       | Barnim                     |
| Sewekow                   |                      | Wittstock/Dosse              | Ostprignitz-Ruppin         |
| Sieb                      |                      | Dahme/Mark                   | Teltow-Fläming             |
| Sielow                    | Žylow                | Cottbus                      | Cottbus                    |
| Siethen                   |                      | Ludwigsfelde                 | Teltow-Fläming             |
| Sietzing                  |                      | Letschin                     | Märkisch-Oderland          |
| Sieversdorf               |                      | Jacobsdorf                   | Oder-Spree                 |
| Siewisch                  | Źiwize               | Drebkau                      | Spree-Neiße                |
| Silmersdorf               |                      | Triglitz                     | Prignitz                   |
| Simmersdorf               |                      | Groß Schacksdorf-Simmersdorf | Spree-Neiße                |
| Skadow                    | Škódow               | Cottbus                      | Cottbus                    |
| Sommerfeld                |                      | Kremmen                      | Oberhavel                  |
| Sommerfelde               |                      | Eberswalde                   | Barnim                     |
| Sonnenberg                |                      | Sonnenberg                   | Oberhavel                  |
| Sonnewalde                |                      | Sonnewalde                   | Elbe-Elster                |
| Sophienstädt              |                      | Marienwerder                 | Barnim                     |
| Sophienthal               |                      | Letschin                     | Märkisch-Oderland          |
| Sorno                     |                      | Finsterwalde                 | Elbe-Elster                |
| Spaatz                    |                      | Havelaue                     | Havelland                  |
| Spechthausen              |                      | Eberswalde                   | Barnim                     |
| Speichrow                 |                      | Schwielochsee                | Dahme-Spreewald            |
| Sperenberg                |                      | Am Mellensee                 | Teltow-Fläming             |
| Spiegelhagen              |                      | Perleberg                    | Prignitz                   |
| Spreeau                   |                      | Grünheide (Mark)             | Oder-Spree                 |
| Spreenhagen               |                      | Spreenhagen                  | Oder-Spree                 |
| Spremberger Vorstadt      | Grodkojske pśedměsto | Cottbus                      | Cottbus                    |
| Sputendorf                |                      | Stahnsdorf                   | Potsdam-Mittelmark         |
| Staakow                   |                      | Rietzneuendorf-Staakow       | Dahme-Spreewald            |
| Staakow                   |                      | Schenkendöbern               | Spree-Neiße                |
| Stadt Fehrbellin          |                      | Fehrbellin                   | Ostprignitz-Ruppin         |
| Stadt Wusterhausen/Dosse  |                      | Wusterhausen/Dosse           | Ostprignitz-Ruppin         |
| Staffelde                 |                      | Kremmen                      | Oberhavel                  |
| Stahnsdorf Ort            |                      | Stahnsdorf                   | Potsdam-Mittelmark         |
| Stangenhagen              |                      | Trebbin                      | Teltow-Fläming             |
| Staupitz                  |                      | Gorden-Staupitz              | Elbe-Elster                |
| Stechau                   |                      | Fichtwald                    | Elbe-Elster                |
| Stechow                   |                      | Stechow-Ferchesar            | Havelland                  |
| Steckelsdorf              |                      | Rathenow                     | Havelland                  |
| Steffenshagen             |                      | Pritzwalk                    | Prignitz                   |
| Steinbeck                 |                      | Höhenland                    | Märkisch-Oderland          |
| Steinberg                 |                      | Buckautal                    | Potsdam-Mittelmark         |
| Steinförde                |                      | Fürstenberg/Havel            | Oberhavel                  |
| Steinhöfel                |                      | Angermünde                   | Uckermark                  |
| Steinhöfel                |                      | Steinhöfel                   | Oder-Spree                 |
| Steinkirchen              | Kamjena              | Lübben (Spreewald)           | Dahme-Spreewald            |
| Steinsdorf                |                      | Neuzelle                     | Oder-Spree                 |
| Steintoch                 |                      | Letschin                     | Märkisch-Oderland          |
| Stendell                  |                      | Schwedt/Oder                 | Uckermark                  |
| Stepenitz                 |                      | Marienfließ                  | Prignitz                   |
| Sternebeck                |                      | Prötzel                      | Märkisch-Oderland          |
| Stöffin                   |                      | Neuruppin                    | Ostprignitz-Ruppin         |
| Stölln                    |                      | Gollenberg                   | Havelland                  |
| Stolpe                    |                      | Angermünde                   | Uckermark                  |
| Stolpe                    |                      | Hohen Neuendorf              | Oberhavel                  |
| Stolzenhagen              |                      | Lunow-Stolzenhagen           | Barnim                     |
| Stolzenhagen              |                      | Wandlitz                     | Barnim                     |
| Stolzenhain an der Röder  |                      | Röderland                    | Elbe-Elster                |
| Stolzenhain/Hartmannsdorf |                      | Schönewalde                  | Elbe-Elster                |
| Storbeck                  |                      | Storbeck-Frankendorf         | Ostprignitz-Ruppin         |
| Storkow                   |                      | Storkow (Mark)               | Oder-Spree                 |
| Storkow                   |                      | Templin                      | Uckermark                  |
| Stradow                   | Tšadow               | Vetschau/Spreewald           | Oberspreewald-Lausitz      |
| Streganz                  |                      | Heidesee                     | Dahme-Spreewald            |
| Streichwitz               |                      | Neuzelle                     | Oder-Spree                 |
| Stremmen                  |                      | Tauche                       | Oder-Spree                 |
| Striesow                  | Strjažow             | Dissen-Striesow              | Spree-Neiße                |
| Ströbitz                  | Strobice             | Cottbus                      | Cottbus                    |
| Strodehne                 |                      | Havelaue                     | Havelland                  |
| Strubensee                |                      | Vielitzsee                   | Ostprignitz-Ruppin         |
| Stücken                   |                      | Michendorf                   | Potsdam-Mittelmark         |
| Stülpe                    |                      | Nuthe-Urstromtal             | Teltow-Fläming             |
| Sükow                     |                      | Perleberg                    | Prignitz                   |
| Suschow                   | Zušow                | Vetschau/Spreewald           | Oberspreewald-Lausitz      |
| Tacken                    |                      | Groß Pankow (Prignitz)       | Prignitz                   |
| Tangendorf-Hohenvier      |                      | Groß Pankow (Prignitz)       | Prignitz                   |
| Tantow                    |                      | Tantow                       | Uckermark                  |
| Tarmow                    |                      | Fehrbellin                   | Ostprignitz-Ruppin         |
| Taubendorf                | Dubojce              | Schenkendöbern               | Spree-Neiße                |
| Tauche                    |                      | Tauche                       | Oder-Spree                 |
| Teetz-Ganz                |                      | Kyritz                       | Ostprignitz-Ruppin         |
| Telschow-Weitgendorf      |                      | Putlitz                      | Prignitz                   |
| Telz                      |                      | Mittenwalde                  | Dahme-Spreewald            |
| Tempelberg                |                      | Steinhöfel                   | Oder-Spree                 |
| Tempelfelde               |                      | Sydower Fließ                | Barnim                     |
| Terpe                     | Terpje               | Spremberg                    | Spree-Neiße                |
| Terpt                     |                      | Luckau                       | Dahme-Spreewald            |
| Teschendorf               |                      | Löwenberger Land             | Oberhavel                  |
| Thalberg                  |                      | Bad Liebenwerda              | Elbe-Elster                |
| Theisa                    |                      | Bad Liebenwerda              | Elbe-Elster                |
| Thyrow                    |                      | Trebbin                      | Teltow-Fläming             |
| Tiefensee                 |                      | Werneuchen                   | Barnim                     |
| Tietzow                   |                      | Nauen                        | Havelland                  |
| Töpchin                   |                      | Mittenwalde                  | Dahme-Spreewald            |
| Töplitz                   |                      | Werder (Havel)               | Potsdam-Mittelmark         |
| Tornow                    |                      | Eberswalde                   | Barnim                     |
| Tornow                    |                      | Fürstenberg/Havel            | Oberhavel                  |
| Tornow                    |                      | Teupitz                      | Dahme-Spreewald            |
| Tornow                    |                      | Wusterhausen/Dosse           | Ostprignitz-Ruppin         |
| Tramnitz                  |                      | Wusterhausen/Dosse           | Ostprignitz-Ruppin         |
| Trampe                    |                      | Breydin                      | Barnim                     |
| Trattendorf               | Dubrawa              | Spremberg                    | Spree-Neiße                |
| Trebatsch                 |                      | Tauche                       | Oder-Spree                 |
| Trebbus                   |                      | Doberlug-Kirchhain           | Elbe-Elster                |
| Trebendorf                | Trjebejce            | Wiesengrund                  | Spree-Neiße                |
| Trebenow                  |                      | Uckerland                    | Uckermark                  |
| Trebitz                   |                      | Lieberose                    | Dahme-Spreewald            |
| Trebnitz                  |                      | Müncheberg                   | Märkisch-Oderland          |
| Trebus                    |                      | Fürstenwalde/Spree           | Oder-Spree                 |
| Trechwitz                 |                      | Kloster Lehnin               | Potsdam-Mittelmark         |
| Tremmen                   |                      | Ketzin/Havel                 | Havelland                  |
| Tremsdorf                 |                      | Nuthetal                     | Potsdam-Mittelmark         |
| Treppeln                  |                      | Neuzelle                     | Oder-Spree                 |
| Treppendorf               | Rańchow              | Lübben (Spreewald)           | Dahme-Spreewald            |
| Trieplatz                 |                      | Wusterhausen/Dosse           | Ostprignitz-Ruppin         |
| Triglitz                  |                      | Triglitz                     | Prignitz                   |
| Tschernitz                |                      | Tschernitz                   | Spree-Neiße                |
| Tüchen                    |                      | Groß Pankow (Prignitz)       | Prignitz                   |
| Tuchen-Klobbicke          |                      | Breydin                      | Barnim                     |
| Türkendorf                | Zakrjow              | Spremberg                    | Spree-Neiße                |
| Turnow                    | Turnow               | Turnow-Preilack              | Spree-Neiße                |
| Uckro                     |                      | Luckau                       | Dahme-Spreewald            |
| Uebigau                   |                      | Uebigau-Wahrenbrück          | Elbe-Elster                |
| Uetz-Paaren               |                      | Potsdam                      | Potsdam                    |
| Ullersdorf                |                      | Jamlitz                      | Dahme-Spreewald            |
| Vehlefanz                 |                      | Oberkrämer                   | Oberhavel                  |
| Vehlen                    |                      | Bensdorf                     | Potsdam-Mittelmark         |
| Vehlin                    |                      | Gumtow                       | Prignitz                   |
| Vehlow                    |                      | Gumtow                       | Prignitz                   |
| Vettin                    |                      | Groß Pankow (Prignitz)       | Prignitz                   |
| Vichel                    |                      | Temnitztal                   | Ostprignitz-Ruppin         |
| Vielitz                   |                      | Vielitzsee                   | Ostprignitz-Ruppin         |
| Vieritz                   |                      | Milower Land                 | Havelland                  |
| Vierraden                 |                      | Schwedt/Oder                 | Uckermark                  |
| Viesecke                  |                      | Plattenburg                  | Prignitz                   |
| Viesen                    |                      | Rosenau                      | Potsdam-Mittelmark         |
| Vietmannsdorf             |                      | Templin                      | Uckermark                  |
| Vietznitz                 |                      | Wiesenaue                    | Havelland                  |
| Vogelsang                 |                      | Zehdenick                    | Oberhavel                  |
| Vogelsdorf                |                      | Fredersdorf-Vogelsdorf       | Märkisch-Oderland          |
| Wachow                    |                      | Nauen                        | Havelland                  |
| Wadelsdorf                | Zakrjejc             | Spremberg                    | Spree-Neiße                |
| Wagenitz                  |                      | Mühlenberge                  | Havelland                  |
| Wahlsdorf                 |                      | Dahme/Mark                   | Teltow-Fläming             |
| Wahrenbrück               |                      | Uebigau-Wahrenbrück          | Elbe-Elster                |
| Wainsdorf                 |                      | Röderland                    | Elbe-Elster                |
| Walchow                   |                      | Fehrbellin                   | Ostprignitz-Ruppin         |
| Walddrehna                |                      | Heideblick                   | Dahme-Spreewald            |
| Waldfrieden               |                      | Bernau bei Berlin            | Barnim                     |
| Waldow                    | Waldow               | Spreewaldheide               | Dahme-Spreewald            |
| Waldow/Brand              |                      | Schönwald                    | Dahme-Spreewald            |
| Waldsiedlung              |                      | Nauen                        | Havelland                  |
| Wall                      |                      | Fehrbellin                   | Ostprignitz-Ruppin         |
| Wallitz                   |                      | Rheinsberg                   | Ostprignitz-Ruppin         |
| Wallmow                   |                      | Carmzow-Wallmow              | Uckermark                  |
| Waltersdorf               |                      | Heideblick                   | Dahme-Spreewald            |
| Waltersdorf               |                      | Niederer Fläming             | Teltow-Fläming             |
| Waltersdorf               |                      | Schönefeld                   | Dahme-Spreewald            |
| Wandlitz                  |                      | Wandlitz                     | Barnim                     |
| Wansdorf                  |                      | Schönwalde-Glien             | Havelland                  |
| Warchau                   |                      | Rosenau                      | Potsdam-Mittelmark         |
| Warnitz                   |                      | Oberuckersee                 | Uckermark                  |
| Warsow                    |                      | Wiesenaue                    | Havelland                  |
| Warthe                    |                      | Boitzenburger Land           | Uckermark                  |
| Wartin                    |                      | Casekow                      | Uckermark                  |
| Wassersuppe               |                      | Seeblick                     | Havelland                  |
| Waßmannsdorf              |                      | Schönefeld                   | Dahme-Spreewald            |
| Weesow                    |                      | Werneuchen                   | Barnim                     |
| Wegendorf                 |                      | Altlandsberg                 | Märkisch-Oderland          |
| Weggun                    |                      | Nordwestuckermark            | Uckermark                  |
| Wehnsdorf                 |                      | Heideblick                   | Dahme-Spreewald            |
| Wehrhain                  |                      | Schlieben                    | Elbe-Elster                |
| Weichensdorf              |                      | Friedland                    | Oder-Spree                 |
| Weißack                   |                      | Heideblick                   | Dahme-Spreewald            |
| Weißen                    |                      | Niederer Fläming             | Teltow-Fläming             |
| Wellmitz                  |                      | Neißemünde                   | Oder-Spree                 |
| Welsickendorf             |                      | Niederer Fläming             | Teltow-Fläming             |
| Welsow                    |                      | Angermünde                   | Uckermark                  |
| Wendefeld                 |                      | Gransee                      | Oberhavel                  |
| Wensickendorf             |                      | Oranienburg                  | Oberhavel                  |
| Wentow                    |                      | Gransee                      | Oberhavel                  |
| Werbellin                 |                      | Schorfheide                  | Barnim                     |
| Werbig                    |                      | Bad Belzig                   | Potsdam-Mittelmark         |
| Werbig                    |                      | Niederer Fläming             | Teltow-Fläming             |
| Werbig                    |                      | Seelow                       | Märkisch-Oderland          |
| Werchau                   |                      | Schlieben                    | Elbe-Elster                |
| Werchow                   | Wjerchownja          | Calau                        | Oberspreewald-Lausitz      |
| Werder                    |                      | Jüterbog                     | Teltow-Fläming             |
| Werder                    |                      | Märkisch Linden              | Ostprignitz-Ruppin         |
| Werder                    |                      | Rehfelde                     | Märkisch-Oderland          |
| Werder/Spree              |                      | Tauche                       | Oder-Spree                 |
| Werenzhain                |                      | Doberlug-Kirchhain           | Elbe-Elster                |
| Wergzahna                 |                      | Niedergörsdorf               | Teltow-Fläming             |
| Wernikow                  |                      | Heiligengrabe                | Ostprignitz-Ruppin         |
| Wernsdorf                 |                      | Königs Wusterhausen          | Dahme-Spreewald            |
| Wesendahl                 |                      | Altlandsberg                 | Märkisch-Oderland          |
| Wesendorf                 |                      | Zehdenick                    | Oberhavel                  |
| Weseram                   |                      | Roskow                       | Potsdam-Mittelmark         |
| Weskow                    | Wjaska               | Spremberg                    | Spree-Neiße                |
| Wichmannsdorf             |                      | Boitzenburger Land           | Uckermark                  |
| Wiederau                  |                      | Uebigau-Wahrenbrück          | Elbe-Elster                |
| Wiepersdorf               |                      | Niederer Fläming             | Teltow-Fläming             |
| Wiepersdorf               |                      | Schönewalde                  | Elbe-Elster                |
| Wierigsdorf               |                      | Luckau                       | Dahme-Spreewald            |
| Wiesenburg                |                      | Wiesenburg/Mark              | Potsdam-Mittelmark         |
| Wiesendorf                | Naseńce              | Kolkwitz                     | Spree-Neiße                |
| Wiesenhagen               |                      | Trebbin                      | Teltow-Fläming             |
| Wietstock                 |                      | Ludwigsfelde                 | Teltow-Fläming             |
| Wildau-Wentdorf           |                      | Dahmetal                     | Teltow-Fläming             |
| Wildberg                  |                      | Temnitztal                   | Ostprignitz-Ruppin         |
| Wildenau                  |                      | Schönewalde                  | Elbe-Elster                |
| Wildenbruch               |                      | Michendorf                   | Potsdam-Mittelmark         |
| Wildgrube                 |                      | Uebigau-Wahrenbrück          | Elbe-Elster                |
| Wilhelmshorst             |                      | Michendorf                   | Potsdam-Mittelmark         |
| Willmersdorf              | Rogozno              | Cottbus                      | Cottbus                    |
| Willmersdorf              |                      | Werneuchen                   | Barnim                     |
| Willmersdorf-Stöbritz     |                      | Luckau                       | Dahme-Spreewald            |
| Wilmersdorf               |                      | Angermünde                   | Uckermark                  |
| Wilmersdorf               |                      | Briesen (Mark)               | Oder-Spree                 |
| Wilmersdorf               |                      | Pritzwalk                    | Prignitz                   |
| Wilmersdorf               |                      | Rietz-Neuendorf              | Oder-Spree                 |
| Wilsickow                 |                      | Uckerland                    | Uckermark                  |
| Winkel                    |                      | Uebigau-Wahrenbrück          | Elbe-Elster                |
| Wismar                    |                      | Uckerland                    | Uckermark                  |
| Wittbrietzen              |                      | Beelitz                      | Potsdam-Mittelmark         |
| Wittmannsdorf-Bückchen    |                      | Märkische Heide              | Dahme-Spreewald            |
| Witzke                    |                      | Seeblick                     | Havelland                  |
| Wochowsee                 |                      | Storkow (Mark)               | Oder-Spree                 |
| Woddow                    |                      | Brüssow                      | Uckermark                  |
| Wolfshagen                |                      | Groß Pankow (Prignitz)       | Prignitz                   |
| Wolfshagen                |                      | Uckerland                    | Uckermark                  |
| Wolfshain                 |                      | Tschernitz                   | Spree-Neiße                |
| Wolfsruh                  |                      | Großwoltersdorf              | Oberhavel                  |
| Wolletz                   |                      | Angermünde                   | Uckermark                  |
| Wollschow                 |                      | Brüssow                      | Uckermark                  |
| Wölmsdorf                 |                      | Niedergörsdorf               | Teltow-Fläming             |
| Wölsickendorf-Wollenberg  |                      | Höhenland                    | Märkisch-Oderland          |
| Wolsier                   |                      | Havelaue                     | Havelland                  |
| Woltersdorf               |                      | Bensdorf                     | Potsdam-Mittelmark         |
| Woltersdorf               |                      | Casekow                      | Uckermark                  |
| Woltersdorf               |                      | Nuthe-Urstromtal             | Teltow-Fläming             |
| Wolzig                    |                      | Heidesee                     | Dahme-Spreewald            |
| Worin                     |                      | Vierlinden                   | Märkisch-Oderland          |
| Wormlage                  |                      | Großräschen                  | Oberspreewald-Lausitz      |
| Woschkow                  |                      | Großräschen                  | Oberspreewald-Lausitz      |
| Wulfersdorf               |                      | Wittstock/Dosse              | Ostprignitz-Ruppin         |
| Wulkow                    |                      | Lebus                        | Märkisch-Oderland          |
| Wulkow                    |                      | Neuhardenberg                | Märkisch-Oderland          |
| Wulkow                    |                      | Neuruppin                    | Ostprignitz-Ruppin         |
| Wulkow                    |                      | Wusterhausen/Dosse           | Ostprignitz-Ruppin         |
| Wünsdorf                  |                      | Zossen                       | Teltow-Fläming             |
| Würdenhain                |                      | Röderland                    | Elbe-Elster                |
| Wußwerk                   |                      | Alt Zauche-Wußwerk           | Dahme-Spreewald            |
| Wust                      |                      | Brandenburg an der Havel     | Brandenburg an der Havel   |
| Wüsten-Buchholz           |                      | Perleberg                    | Prignitz                   |
| Wustermark                |                      | Wustermark                   | Havelland                  |
| Wüstermarke               |                      | Heideblick                   | Dahme-Spreewald            |
| Wustrau-Altfriesack       |                      | Fehrbellin                   | Ostprignitz-Ruppin         |
| Wustrow                   |                      | Oderaue                      | Märkisch-Oderland          |
| Wuthenow                  |                      | Neuruppin                    | Ostprignitz-Ruppin         |
| Wutike                    |                      | Gumtow                       | Prignitz                   |
| Wutzetz                   |                      | Friesack                     | Havelland                  |
| Zaatzke                   |                      | Heiligengrabe                | Ostprignitz-Ruppin         |
| Zabelsdorf                |                      | Zehdenick                    | Oberhavel                  |
| Zachow                    |                      | Ketzin/Havel                 | Havelland                  |
| Zäckericker Loose         |                      | Oderaue                      | Märkisch-Oderland          |
| Zagelsdorf                |                      | Dahme/Mark                   | Teltow-Fläming             |
| Zahsow                    | Cazow                | Kolkwitz                     | Spree-Neiße                |
| Zauchwitz                 |                      | Beelitz                      | Potsdam-Mittelmark         |
| Zechin                    |                      | Zechin                       | Märkisch-Oderland          |
| Zechlinerhütte            |                      | Rheinsberg                   | Ostprignitz-Ruppin         |
| Zechow                    |                      | Rheinsberg                   | Ostprignitz-Ruppin         |
| Zeckerin                  |                      | Sonnewalde                   | Elbe-Elster                |
| Zeesen                    |                      | Königs Wusterhausen          | Dahme-Spreewald            |
| Zeestow                   |                      | Brieselang                   | Havelland                  |
| Zehlendorf                |                      | Oranienburg                  | Oberhavel                  |
| Zeischa                   |                      | Bad Liebenwerda              | Elbe-Elster                |
| Zellendorf                |                      | Niedergörsdorf               | Teltow-Fläming             |
| Zempow                    |                      | Wittstock/Dosse              | Ostprignitz-Ruppin         |
| Zepernick                 |                      | Panketal                     | Barnim                     |
| Zerkwitz                  | Cerkwica             | Lübbenau/Spreewald           | Oberspreewald-Lausitz      |
| Zernikow                  |                      | Großwoltersdorf              | Oberhavel                  |
| Zernsdorf                 |                      | Königs Wusterhausen          | Dahme-Spreewald            |
| Zerpenschleuse            |                      | Wandlitz                     | Barnim                     |
| Zeust                     |                      | Friedland                    | Oder-Spree                 |
| Zichow                    |                      | Zichow                       | Uckermark                  |
| Zieckau                   |                      | Luckau                       | Dahme-Spreewald            |
| Ziegelei                  |                      | Gransee                      | Oberhavel                  |
| Ziegelscheune             |                      | Gransee                      | Oberhavel                  |
| Ziemkendorf               |                      | Randowtal                    | Uckermark                  |
| Zinndorf                  |                      | Rehfelde                     | Märkisch-Oderland          |
| Zinnitz                   | Senjeńce             | Calau                        | Oberspreewald-Lausitz      |
| Zinsdorf                  |                      | Uebigau-Wahrenbrück          | Elbe-Elster                |
| Zitz                      |                      | Rosenau                      | Potsdam-Mittelmark         |
| Zobersdorf                |                      | Bad Liebenwerda              | Elbe-Elster                |
| Zollchow                  |                      | Milower Land                 | Havelland                  |
| Zöllmersdorf              |                      | Luckau                       | Dahme-Spreewald            |
| Zootzen                   |                      | Friesack                     | Havelland                  |
| Zootzen                   |                      | Fürstenberg/Havel            | Oberhavel                  |
| Zootzen                   |                      | Wittstock/Dosse              | Ostprignitz-Ruppin         |
| Zossen                    |                      | Zossen                       | Teltow-Fläming             |
| Zuchenberg                |                      | Angermünde                   | Uckermark                  |
| Zühlen                    |                      | Rheinsberg                   | Ostprignitz-Ruppin         |
| Zühlsdorf                 |                      | Mühlenbecker Land            | Oberhavel                  |
| Zülichendorf              |                      | Nuthe-Urstromtal             | Teltow-Fläming             |
| Züllsdorf                 |                      | Herzberg (Elster)            | Elbe-Elster                |
| Zützen                    |                      | Golßen                       | Dahme-Spreewald            |
| Zützen                    |                      | Schwedt/Oder                 | Uckermark                  |
| Zwischendeich             |                      | Wittenberge                  | Prignitz                   |